# 전간기 영국
영국에서 전간기 (1918–1939)는 아일랜드 분할 이후 비교적 안정기를 맞았지만, 경제 침체로 특징지어지기도 했다. 정치적으로는 자유당이 붕괴하고 노동당이 이 기간 내내 지배적인 보수당의 주요 경쟁자가 되었다. 대공황은 다른 주요 국가들보다 영국에 경제적, 정치적으로 덜 심각하게 영향을 미쳤지만, 특히 광산 지역과 스코틀랜드 및 노스웨스트잉글랜드에서는 일부 지역이 여전히 심각한 장기 실업과 고난을 겪었다.
역사가 아서 마윅은 제1차 세계 대전이 영국 사회의 급진적인 변화를 가져왔으며, 이는 많은 낡은 태도를 쓸어내고 더 평등한 사회를 가져온 대홍수였다고 본다. 그는 1920년대의 유명한 문학적 비관주의가 잘못된 것이라고 보며, 전쟁이 영국 사회에 주요한 긍정적인 장기적 결과를 가져왔다고 주장한다. 그는 노동자들 사이에서 활성화된 자의식이 빠르게 노동당을 건설하고, 부분적인 여성 참정권이 도입되고, 사회 개혁과 국가의 경제 통제가 가속화된 점을 지적한다. 그는 귀족과 일반적인 기성 권위에 대한 존경심이 감소하고, 젊은이들 사이에서 개인의 도덕적 행동에 대한 전통적인 제약이 약화된 것을 본다. 샤프롱은 사라졌고, 마을의 약사들은 피임을 판매했다. 마윅은 이 기간 동안 계급 구분이 완화되고 국가 응집력이 증가했으며 영국 사회가 더욱 평등해졌다고 말한다.

## 정치사

### 로이드 조지 연립 정부: 1918–1922

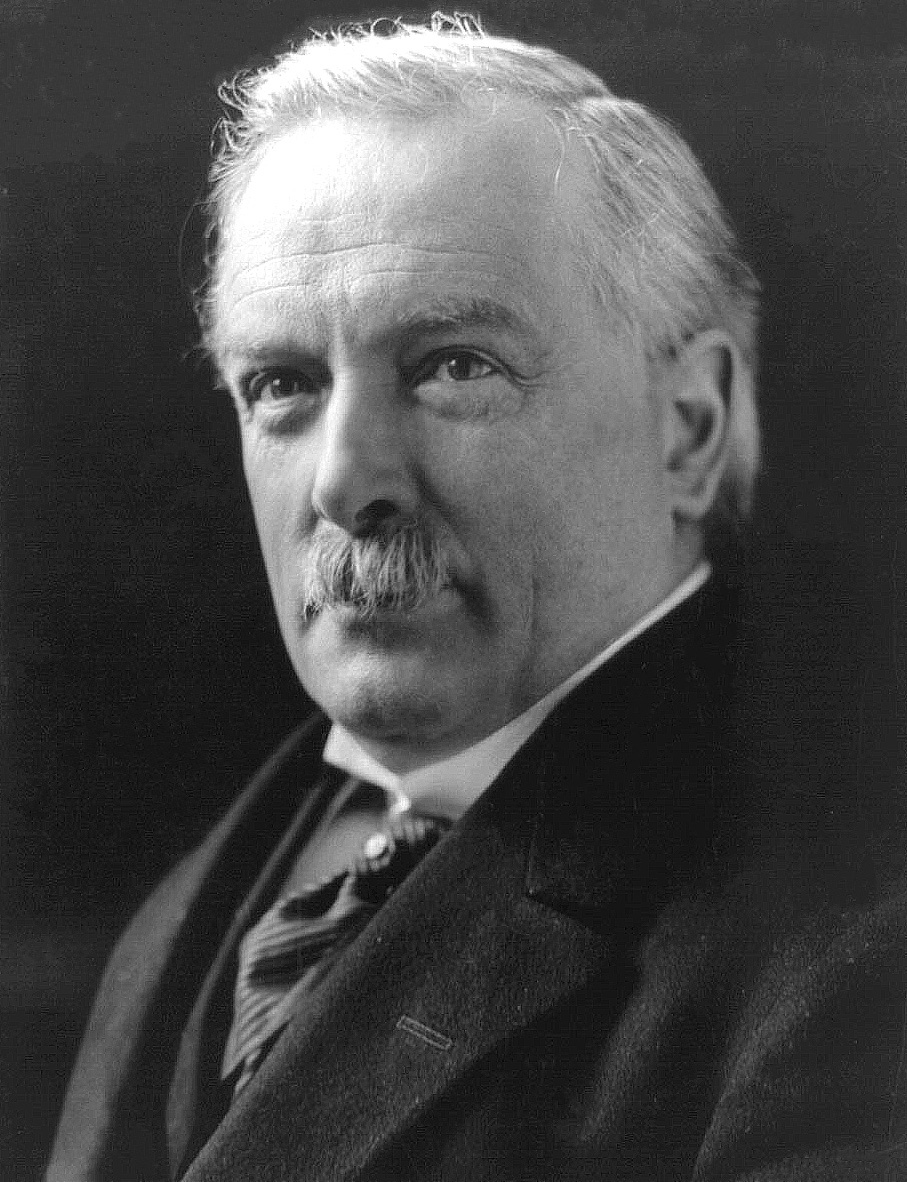
데이비드 로이드 조지는 1916년부터 1922년까지 영국 총리를 지냈다.

1918년 영국 총선은 "영웅들이 살기 좋은 나라"를 약속한 데이비드 로이드 조지가 이끄는 연립 정부에게 압도적인 승리를 안겨주었다. 연립 내각 의원들의 대다수는 보수당이었고, 이 선거는 또한 H. H. 애스퀴스의 자유당의 몰락과 노동당의 부상을 목격했다.
산업에 대한 국가 지시, 가격 통제, 원자재 및 대외 무역 통제와 같은 전시 규정은 폐지되었고, 노동조합은 제한적인 관행을 부활시켰다. 그러나 식량 배급은 1921년까지 유지되었다. 1919년에는 물가가 전쟁 중보다 두 배 빠르게 상승했으며, 이어서 임금 인상이 있었다. 높은 세금은 낭비적인 정부 지출의 원인으로 간주되었고, 1921년에는 "낭비적인" 공공 지출에 대한 공격으로 상당한 지지를 얻은 반낭비 운동이 시작되었다. 정부는 에릭 게데스 경을 정부 지출 위원회 위원장으로 임명했고, 1922년 2월에는 군대 및 사회 서비스 지출 삭감을 권고하는 보고서가 발표되었다. 정부 지출에 대한 "게데스 도끼"와 1922년 전후 경제 호황의 종식은 재건과 "영웅들을 위한 집"이라는 약속을 이행하는 것을 불가능하게 만들었다.

#### 민주주의 확대
1918년 선거법 개정은 마침내 영국에 21세 이상 남성에게 재산 자격 없이 남성 보통선거를 부여했다. 더 극적으로는 30세 이상의 대부분의 여성에게 여성 참정권을 개방했다. 1928년에는 모든 여성에게 남성과 동일한 조건으로 참정권이 부여되었다. 볼셰비키 러시아와 사회주의 독일, 그리고 헝가리, 이탈리아 등지에서 혁명 세력이 부상하면서 기존 엘리트와 귀족을 타도하려는 혁명의 기운이 감돌았다. 노동당은 노동계급 정치를 대체로 통제했으며, 런던의 정부를 강력히 지지하고 폭력 혁명에 반대했다. 보수당은 특히 스코틀랜드 산업 지역의 "붉은 클라이드사이드"에 대해 우려했다. 그들의 두려움은 잘못된 것이었는데, 조직적인 혁명 시도는 없었기 때문이다.
그럼에도 불구하고 공화주의에 대한 우려가 있었다. 국왕과 그의 최고 고문들은 영국 군주제에 대한 공화주의적 위협에 대해 깊이 우려했으며, 이는 국왕이 사촌인 러시아의 폐위된 차르 니콜라이 2세를 구출하지 않기로 결정하는 요인이 되었다. 불안한 보수주의자들은 공화주의를 사회주의의 부상과 성장하는 노동 운동과 연관시켰다. 그들의 우려는 과장되었지만, 그 결과 군주제의 사회적 역할이 노동계급과 그 대표자들을 더 포괄하도록 재설계되었는데, 이는 해군 장교들과 지주 귀족들과 가장 편안했던 조지에게는 극적인 변화였다. 실제로 사회주의자들은 1911년까지는 반군주제 슬로건을 더 이상 믿지 않고 조지 5세에 대해 관망적인 태도를 취했다. 그들은 군주제가 먼저 움직인다면 군주제와 타협할 준비가 되어 있었다. 전쟁 중 조지는 그 움직임을 보였다. 그는 조선소와 군수 공장을 거의 300번 방문하여 일반 노동자들과 대화하고 전쟁 노력에 대한 그들의 노고를 치하했다. 그는 계급을 초월하고 군주제를 대중에게 더 가깝게 만드는 보다 민주적인 자세를 취했다. 국왕은 또한 주요 노동당 정치인 및 노동조합 관리들과 우호적인 관계를 유지했다. 조지 5세의 사회적 고립주의 포기는 왕실 가족의 행동을 조건 지었고 1920년대 경제 위기 동안 그리고 그 이후 두 세대 동안 인기를 높였다. 예를 들어, 1924년 국왕은 세 정당 중 어느 쪽도 명확한 다수를 차지하지 못한 상황에서 보수당 총리 스탠리 볼드윈을 최초의 노동당 총리인 램지 맥도널드로 교체하는 데 기꺼이 동의했다. 조지 국왕이 맥도널드 정부를 신중하고 이해심 있게 받아들인 것은 전국적으로 당 지지자들의 의혹을 불식시켰다.

#### 아일랜드
아일랜드 공화주의자들의 무장 봉기인 부활절 봉기는 1916년 부활절 주간에 더블린에서 일어났다. 이는 군대에 의해 빠르게 진압되었다. 정부는 가혹한 탄압, 2,000명의 체포, 15명의 지도자에 대한 신속한 처형으로 대응했다. 1917년 데이비드 로이드 조지는 미해결된 아일랜드 자치 문제를 해결하기 위해 1917-18년 아일랜드 제헌 회의를 소집했다. 이는 거의 지지를 받지 못했다. 부활절 봉기 이후 아일랜드에서 공화주의자들의 동정심이 급증했고, 1918년 4월 로이드 조지의 아일랜드 징병 확대 시도가 실패로 돌아가면서 1918년 12월 선거에서 구 아일랜드 자치당이 전멸했다. 그들은 영국 전쟁 노력을 지지했지만, 영국 통치를 돕는 것에 대한 풀뿌리 저항을 조직했던 신 페인에게 자리를 빼앗겼다. 신 페인 의원들은 영국 의회에 자리를 차지하지 않고 더블린에 자신들의 새로운 의회를 세웠고, 즉시 아일랜드 공화국을 선포했다.
영국 정책은 혼란스럽고 모순적이었다. 내각은 전쟁과 평화 중 어떤 것을 택할지 결정하지 못했고, 아일랜드와 미국에 있는 가톨릭 신자들과 영국에 있는 자유주의자들을 분노하게 만들 정도로 충분한 병력을 보내 잔학 행위를 저질렀지만, 도시 밖의 반군을 진압하기에는 부족했다. 로이드 조지는 하루는 살인자들을 비난하다가 결국 그들과 협상하는 등 오락가락했다. 그는 40,000명의 병사와 새로 편성된 준군사 부대인 "블랙 앤 탠스"와 보조사단을 보내 전문 경찰(왕립 아일랜드 경찰대)을 강화했다. 영국군의 화력은 도시에서 우세하여 아일랜드 공화국군 (IRA) (신 페인의 준군사 조직)을 숨게 만들었다. 그러나 IRA는 시골 지역 대부분을 통제하고 대안적인 지방 정부를 수립했다. 영국군은 제대로 조정되지 않은 반면 마이클 콜린스는 IRA를 위해 매우 효과적인 조직을 설계하여 정보원들을 사용하여 영국 정보 시스템의 지도부를 암살함으로써 파괴했다. 비록 "아일랜드 독립 전쟁"이라고 불리지만, 역사가들은 대체로 이것이 1922-23년 콜린스와 에이먼 데 벌레라 세력 간에 벌어진 후의 아일랜드 내전과는 상당히 다르다는 데 동의한다. 1919-21년의 충돌은 "어떤 전통적인 의미에서든 전쟁이 아니라, 암살이 매복이나 정면 전투만큼이나 중요했던 고도로 우발적이고 매우 소규모이며 저강도 분쟁이었다."
로이드 조지는 마침내 1920년 1920년 아일랜드 정부법으로 아일랜드를 남아일랜드와 북아일랜드로 분할하여 위기를 해결했다. 신 페인은 남부의 통제권을 획득했고 1921년 12월 아일랜드 지도자들과 영국-아일랜드 조약에 동의했다. 콜린스는 데 벌레라가 서명을 거부하자 권력을 잡고 탈퇴파를 이끌었다. 조약에 따라 남아일랜드는 1922년 분리하여 아일랜드 자유국을 형성했다. 한편, 에드워드 카슨 휘하의 연합주의자들은 얼스터를 통제했고 북아일랜드는 런던에 충성했다. 1922년까지 아일랜드 상황은 안정되었고 더 이상 영국 정치에서 큰 역할을 하지 않았다. 그럼에도 불구하고, 군주제와의 정확한 관계, 1930년대의 무역 전쟁, 그리고 영국의 해군 항구 사용에 관해 수십 년 동안 분쟁이 계속되었다. 아일랜드 자유국은 1937년 영국과의 많은 관계를 단절했다. 아일랜드 공화국은 제2차 세계 대전 동안 몇 안 되는 중립 유럽 국가 중 하나였다.

### 불안정 시기: 1922–1924

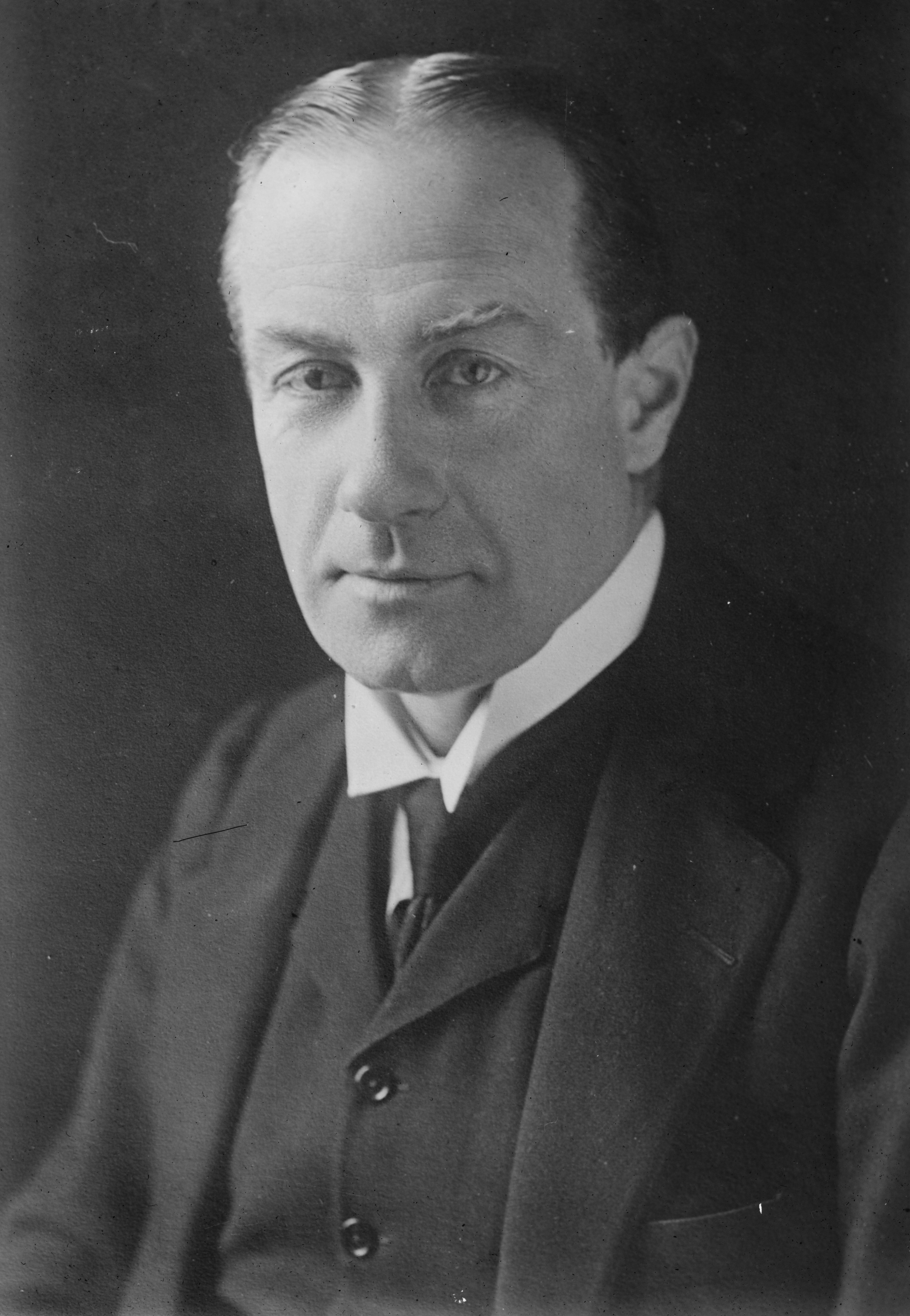
스탠리 볼드윈은 1923년-1924년, 1924년-1929년, 1935년-1937년에 보수당 총리를 역임했다.

로이드 조지 내각은 1922년 보수당 의원들이 10월 19일 칼튼 클럽 회의에서 연립 내각 회원 자격을 끝내기로 투표한 후 해체되었다. 보너 로가 보수당 정부의 총리가 되었고, 지출 삭감과 비개입주의 외교 정책을 약속하는 공약으로 총선에서 승리했다. 그러나 그는 1923년 5월 건강상의 이유로 사임했고 스탠리 볼드윈이 그 뒤를 이었다. 볼드윈은 보수당의 지도자(1923-37)이자 총리(1923-24, 1924-29, 1935-37)로서 영국 정치를 지배했다. 그의 강력한 사회 개혁과 꾸준한 정부의 조합은 강력한 선거 조합으로 입증되었고, 그 결과 보수당은 단독으로 또는 국민 정부의 주요 구성 요소로서 영국을 통치했다. 1935년 총선에서 볼드윈의 정부는 50% 이상의 득표율을 얻은 마지막 정부였다. 볼드윈의 정치 전략은 유권자들이 우익의 보수당과 좌익의 노동당 중 하나를 선택하도록 유권층을 양극화하여 중간에 있는 자유당을 압박하는 것이었다. 양극화는 실제로 일어났고, 자유당은 로이드 조지 아래에서 활동적이었지만, 의석을 거의 얻지 못했다. 볼드윈의 명성은 1920년대와 1930년대에 치솟았지만, 1940년 이후 추락했는데, 이는 그가 독일에 대한 유화 정책에 대한 비난을 받았고, 처칠이 그의 숭배자들에 의해 보수당의 상징이 되었기 때문이다. 1970년대 이후 볼드윈의 명성은 어느 정도 회복되었다. 로스 맥키빈은 전간기의 정치 문화가 보수당 지도자들, 특히 볼드윈이 지지하는 반사회주의 중산층을 중심으로 형성되었다는 것을 발견한다.
불과 1년 전에 선거에서 승리했던 볼드윈의 보수당은 하원에서 충분한 다수를 차지하고 있었고 4년을 더 기다릴 수도 있었지만, 정부는 실업 문제에 대해 우려했다. 보너 로는 두 번째 총선 없이 국가의 재정 시스템에 변화가 없을 것이라고 서약했기 때문에, 볼드윈은 국내 제조업체를 위한 내수 시장을 확보하고 실업률을 줄일 것이라고 기대하는 관세를 도입하기 위해 국민으로부터 새로운 위임을 받아야 할 필요성을 느꼈다. 옥스퍼드 역사가 (이자 보수당 의원) J. A. R. 매리엇은 우울한 국가 분위기를 다음과 같이 묘사한다.

그 시절은 여전히 어수선했다. 볼드윈은 실제로 (1923년 1월) 영국 부채를 미국에 상환하는 협정을 성공적으로 체결했지만, 기존 환율로 연간 3400만 파운드를 지불해야 하는 조건이었다. 프랑스는 루르에 남아 있었다. 튀르키예와는 아직 평화가 이루어지지 않았고, 실업은 국가 회복에 지속적인 위협이 되었으며, 임금 노동자들 사이에서는 계속적인 불안이 있었고, 노퍽의 농장 노동자들 사이에서는 중요한 파업이 있었다. 이러한 어려움에 직면하여, 잉글랜드의 경제 상황이 재정 정책의 급격한 변화를 요구한다고 확신하고, 1923년 제국 회의의 촉구를 받은 볼드윈은 특혜와 보호무역에 대한 국민의 위임을 요청하기로 결정했다.

그러나 선거 결과는 볼드윈에게 역효과를 가져왔고, 그는 친-자유 무역 노동당과 자유당에게 많은 의석을 잃었다. 보수당은 258석으로 여전히 가장 큰 정당이었고, 노동당은 191석, 자유당은 158석을 얻었다. 볼드윈은 1924년 1월 21일 하원에서 노동당과 자유당이 연합하여 정부에 반대하는 불신임 투표를 통과시키면서 총리직을 유지했다. 다음날 볼드윈은 총리직을 사임했고, 램지 맥도널드가 첫 노동당 정부를 구성했다.

### 제1차 노동당 정부: 1924년

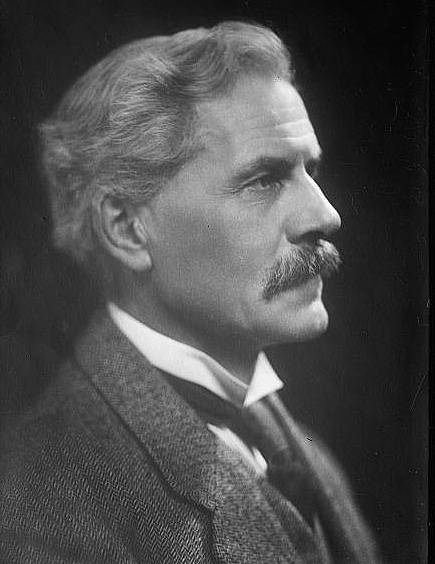
램지 맥도널드는 1924년, 1929년–1931년에 노동당 총리를 지냈고, 1931년–1935년에는 국민 정부의 수반으로 지냈다.

노동당 정부는 다수를 차지하지 못했지만, 1924년 주택법을 통과시켜 지방 당국에 대한 정부 보조금을 늘려 저임금 노동자를 위한 시영 임대 주택 건설을 촉진했다. 재무장관 필립 스노든은 지출 및 세금 삭감을 통해 균형 재정을 달성했다.
노동당 정부는 1924년 2월 1일 소련을 공식적으로 승인하고 러시아의 혁명 이전 영국에 대한 부채 상환과 같은 미해결 문제를 해결하기 위한 협상에 착수했다. 그러나 소련은 영국 정부가 보증하는 대출을 받아야만 동의할 것이었다. 정부는 8월 8일 소련과 두 개의 조약을 체결했다. 첫 번째는 상업 조약으로 최혜국 대우를 부여했고, 두 번째는 일반 조약으로 혁명 이전 부채 상환과 정부 대출은 나중에 협상하기로 했다. 보수당과 자유당은 조약, 특히 정부 대출을 비난했고, 데이비드 로이드 조지는 이를 "가짜... 완전히 그로테스크한 협정"이라고 불렀다.
8월 5일, 경찰은 그레이트브리튼 공산당의 공식 신문인 워커스 위클리 사무실을 급습하여 J. R. 캠벨이 게재한 선동적인 기사를 출판한 혐의로 1797년 선동법에 따라 캠벨을 체포했다. 노동당 정부는 8월 13일 캠벨 사건의 기소를 중단했으며, 이는 보수당과 자유당으로부터 정치적 간섭으로 비판받았다. 10월 8일 보수당은 정부 결정에 대한 조사 위원회 구성을 요구하는 자유당의 동의안에 투표하여 364대 198로 통과되었다. 다음 날 의회는 해산되었고 총선이 실시되었다. 투표일 4일 전인 10월 25일, 데일리 메일은 소련 정치인이자 코민테른 수장인 그리고리 지노비예프로부터 온 것으로 알려진 "지노비예프 서한"을 보도했다. 이 편지는 현재 위조된 것으로 여겨지지만, 영국 공산당이 러시아 조약을 지지하고 선동적인 활동을 저지르도록 독려하는 내용을 담고 있었다.
볼드윈은 1924년 6월 보호무역주의를 포기했고, 그 결과 노동당 정부를 축출하기 위해 보수당에 투표하려는 자유주의자들에게 더 이상 큰 장애물이 없었다. 선거에서 자유당은 주로 보수당에 100석 이상을 잃었고, 노동당은 42석의 순손실을 입었다. 보수당은 의회에서 큰 다수를 차지했고 볼드윈은 다시 총리가 되었다.

### 보수당 정부: 1924–1929

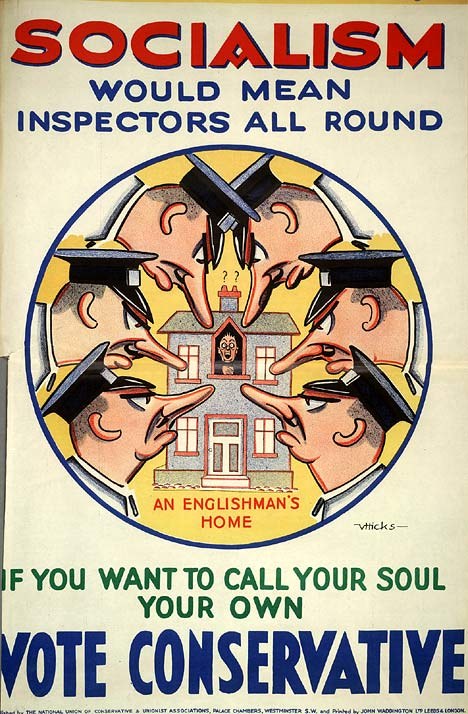
1929년 노동당을 공격하는 보수당 포스터

정부의 목표는 국내외의 평온을 유지하고, 전후 혼란을 전전 상태로 돌아가 해결하는 것이었다. 1925년 로카르노 조약은 프랑스와 독일 간의 화해 시도로 새로운 평화 시대의 전조로 환영받았으며, 1925년 금본위제 (전전 패리티) 복귀가 전전 조건과 번영의 회복으로 이어지기를 희망했다. 정부는 계급 갈등을 줄이고 사회 조건을 개선하는 것을 목표로 했다. 1925년 3월 보수당 의원이 노동조합의 정치 기부금 폐지 법안을 제출했을 때, 볼드윈은 "주님, 우리 시대에 평화를 주소서"라고 간청하는 연설로 법안을 무산시켰다. 정부는 또한 실업 수당과 노령 연금과 같은 사회 서비스를 확대했다. 그러나 정부는 1926년 5월 9일 동안 지속된 총파업을 막지 못했다. 총파업은 산업 분쟁 시기의 종식을 알렸다. 파업 이후 파업으로 인한 손실 일수는 감소했고 노동조합 가입률은 하락했다.
볼드윈은 1929년 총선에서 "안전 제일"을 외쳤지만, 결과는 노동당이 가장 큰 정당으로 무소속 의회가 되었다. 볼드윈은 6월 4일 총리직을 사임했고, 다음 날 램지 맥도널드가 제2차 노동당 정부의 총리가 되었다.

### 제2차 노동당 정부: 1929–1931
정부는 1930년 석탄 광산법을 통과시켜 광부들의 하루 노동 시간을 7시간 30분으로 단축하고, 광산 소유주들에게 최저 가격과 생산 할당량을 정할 권한을 부여했다. 1934년에야 발효된 1930년 주택법은 1939년 이전 5년 동안 슬럼 철거를 이전 50년 동안보다 더 많이 이끌었다.
1929년 월가 대폭락은 대공황을 불러왔고, 이는 1930년 12월까지 200만 명 이상의 실업자를 발생시켰으며, 1929년과 1931년 사이에 수출량을 절반으로 줄였다. 1930년 5월 정부는 오즈월드 모즐리의 각서를 거부했는데, 이는 산업에 대한 국가 지시와 경제 확장을 위한 신용 사용을 권고하는 내용이었다. 1931년 정부는 조지 메이 경을 국가 지출 위원회 위원장으로 임명했다. 메이 보고서는 7월 31일에 발표되었으며, 정부 적자는 지출 삭감과 세금 인상으로 해결되어야 한다고 권고했다. 8월에는 파운드화에 대한 자본 이탈이 있었고, 은행가들은 균형 예산의 일환으로 실업 수당을 10% 삭감하면 파운드화에 대한 신뢰가 회복될 것이라고 조언했다. 내각은 삭감에 대한 합의에 도달하지 못했고, 맥도널드는 8월 24일 보수당 및 일부 자유당과 함께 연립 국민 정부를 구성했다.
노동당은 연정을 반대하고 맥도널드 대신 아서 헨더슨을 당 지도자로 선출했으며, 맥도널드는 8월 31일 당에서 제명되었다. 노동당의 견해로는 노동당 정부의 붕괴는 "은행가들의 날치기"로 설명되었고, 맥도널드는 "배신"과 "배신자"로 비난받았다. 국민 정부 지지자들은 노동당 정부가 지출 삭감을 거부했기 때문에 위기에서 "도망쳤다"고 비난했다.

### 국민 정부: 1931–1939
8월 28일, 국민 정부는 파리와 뉴욕 은행가들로부터 8천만 파운드의 대출을 받았고, 9월 10일에는 재무장관을 계속 맡았던 필립 스노든이 지출 삭감과 세금 인상으로 적자를 해소하는 예산을 발표했다. 그러나 파운드화에 대한 자본 이탈은 계속되었고, 9월 15일 인버고든 해군 반란 소식이 전해지면서 불안이 고조되었다. 외국 파운드화 보유자들은 보유액을 인출했고, 9월 21일 파운드화는 금본위제에서 벗어날 수밖에 없었다. 10월 7일 의회는 해산되었고, 10월 27일 투표일을 정해 총선이 소집되었다. 맥도널드는 국민 정부가 국가 위기를 해결할 "의사의 위임"을 받을 수 있도록 국민에게 호소했다. 국민 정부는 67%의 득표율로 압도적인 승리를 거두었고, 노동당은 52석으로 줄어들었다.
국민 의원들의 대다수를 차지하는 보수당은 불황의 해결책으로 보호 관세를 선호했다. 정부는 외국 상품 덤핑을 막기 위해 1931년 비정상 수입 (관세) 법을 통과시켰고, 1931년 원예 제품 (긴급 관세) 법을 통해 농업부 장관에게 신선 과일, 꽃, 채소에 관세를 부과할 권한을 부여했다. 1932년 2월, 1931년 11월에 스노든의 후임으로 재무장관이 된 네빌 체임벌린은 수입 관세 법안을 제출했는데, 이는 식품과 원자재를 제외한 대부분의 상품에 10%의 일반 관세를 부과하는 법안이었다. 1932년 영국 제국 경제 회의는 대영 제국의 자치령들과 제국 특혜의 제한된 형태를 이끌어냈다. 자유 무역과의 이러한 단절은 1932년 9월 스노든과 일부 자유당 의원들이 정부에서 사임하는 결과를 가져왔다.
정부는 또한 1934년 특별 지역법을 통과시켰는데, 이는 대공황으로 가장 큰 타격을 입은 "곤경에 처한" 또는 "특별 지역"인 사우스웨일스, 타인사이드, 컴벌랜드, 스코틀랜드에 200만 파운드의 지원금을 제공했다.
군축 회의의 결렬과 아돌프 히틀러 휘하 독일 재무장의 가속화에 대응하여, 국민 정부는 1934년 자체적인 재무장 프로그램을 시작했다. 그러나 당시에는 평화주의적 정서가 널리 퍼져 있었는데, 이는 1933년 2월 킹 앤 컨트리 토론에서 옥스퍼드 유니온이 "본 회의는 어떤 상황에서도 국왕과 조국을 위해 싸우지 않을 것이다"라는 동의안을 통과시키면서 표출되었다. 1933년 10월 풀럼 동부 보궐선거에서는 재무장을 주장하는 보수당 후보가 상대방을 전쟁광이라고 부른 노동당 후보에게 패배했다. 1935년 6월에 완료된 평화 투표는 국제연맹과 군축에 대한 압도적인 지지를 보여주었으며, 침략국을 막기 위한 군사적 조치에 대한 지지는 덜 확고했다. 노동당과 자유당은 재무장에 반대하고 대신 국제연맹을 통한 집단 안보와 결합된 군축을 옹호했다. 국민 정부에 포함되지 않은 윈스턴 처칠은 군비 증강 캠페인에서 거의 유일한 목소리였다.
1935년 3월 4일, 정부는 국방 백서를 발표하여 군비 증강을 발표했다. 6월 7일 볼드윈은 맥도널드의 뒤를 이어 총리가 되었고, 10월에 총선을 소집하여 11월 14일을 투표일로 정했다. 국민 정부는 영국의 방어 공백을 메우기 위한 재무장에 대한 위임을 얻으려 했고, 볼드윈은 10월 31일 평화 협회에서 "대규모 무장은 없을 것"이라고 말했다. 정부는 비록 감소했지만 큰 다수로 선거에서 승리했고, 노동당은 약 100석을 얻었다.

네빌 체임벌린은 1937년–1940년 동안 국민 정부의 총리였다.

1936년 말, 에드워드 8세 국왕이 이혼녀인 월리스 심프슨과 결혼하기를 원하면서 헌정 위기가 발생했다. 국왕은 잉글랜드 국교회의 수장이었지만, 교회는 이혼을 인정하지 않았고 내각은 결혼에 반대했다. 에드워드는 심슨 부인과 결혼하기로 결심하고 퇴위하기로 동의했으며, 이는 볼드윈이 12월 10일 하원에서 발표하고 다음 날 의회법에 의해 발효되었다.
1937년 5월 28일 네빌 체임벌린이 볼드윈의 뒤를 이어 총리가 되었고, 일련의 사회 개혁에 착수했다. 1937년 특별 지역 (개정) 법은 "특별 지역"으로 지정된 실업률이 가장 높은 지역에 기업이 공장을 설립하도록 장려하기 위해 세금 및 임대료에 대한 양허를 도입했다. 정부는 1938년 석탄법을 통해 석탄 채굴권을 국유화했는데, 이는 1946년에 달성된 석탄 광산 국유화를 향한 중요한 단계였다. 1920년대에는 150만 명의 노동자만이 연간 유급 휴가를 받을 자격이 있었지만, 이는 1938년에는 300만 명으로, 1938년 유급 휴가법이 제정된 후에는 1100만 명으로 증가했다. 취학 연령은 1939년 9월 1일에 15세로 상향 조정되었다.
그러나 체임벌린의 총리직은 히틀러의 도전으로 점철되었는데, 체임벌린은 이를 독일의 불만에 대한 유화정책과 지속적인 영국의 재무장을 결합하여 해결하려 했다. 유화 정책은 1938년 뮌헨 협정에서 절정에 달했는데, 이 협정으로 독일은 체코슬로바키아의 독일어 사용 지역인 주데텐란트를 얻게 되었다. 1939년 3월 15일, 히틀러가 주데텐란트가 "유럽에서 마지막 영토 요구"라고 약속했음에도 불구하고 독일군은 체코슬로바키아를 점령했다. 영국 여론은 충격에 빠졌고, 3월 31일 체임벌린은 영국이 폴란드를 보호할 것을 약속했으며, 영국군은 프랑스와 군사 협상을 재개했다. 정부는 또한 1939년 군사 훈련법을 통해 처음으로 평시 징병제를 도입했다. 독일이 비침략 조약을 소련과 체결한 후, 정부는 8월 25일 폴란드와 동맹을 맺고 1939년 비상 권한 (방어) 법을 통과시켰다. 9월 1일 독일은 폴란드를 침공했고, 이틀 후 영국과 프랑스는 독일에 선전포고했다.

### 복지 국가 확대
전간기 동안 실업과 주택 문제를 다루는 두 가지 주요 프로그램이 1919년과 1920년에 놀랍게도 거의 논쟁 없이 통과되었으며, 심지어 보수당이 의회를 장악한 상태에서도 복지 국가를 영구적으로 확장시켰다.
1920년 실업보험법은 1911년 국민보험법의 조항들을 확대했다. 이는 가정부, 농장 노동자, 공무원을 제외한 거의 모든 민간인 노동 인구에게 39주간의 실업 급여를 제공하는 돌 시스템을 구축했다. 고용주와 피고용인 모두의 주간 기여금으로 부분적으로 자금을 지원받았으며, 실업 남성에게는 15실링, 실업 여성에게는 12실링의 주간 지급액을 제공했다. 이는 실업률이 매우 낮았던 시기에 통과되었다. 역사가 C. L. 모왓은 이 법률들을 "뒷문 사회주의"라고 불렀으며, 1921년 높은 실업률 동안 재무부 비용이 급증하자 정치인들이 얼마나 놀랐는지를 지적한다. 볼드윈과 체임벌린 정부는 또한 실업 보조금을 확대했다. 이 제도에 포함된 노동자의 수는 1920년 1,100만 명에서 1938년 1,540만 명으로 증가했다. 지원금 수령 자격을 초과한 실업자들의 경우, 1934년 실업법에 의해 제정된 실업 지원 위원회는 그들이 여전히 자격이 있는지 확인하기 위해 소득 조사를 받도록 요구했다.
네빌 체임벌린은 1929년 지방 정부법에 따라 구빈원과 보호자 이사회를 폐지했으며, 이 법은 또한 구빈원 병원을 지방 당국으로 이관했다. 이들이 질병 수당을 받고 의료비를 지원받는 건강보험 제도에 포함된 노동자 수는 1921년 1500만 명에서 1938년 2000만 명으로 증가했다. 폴 애디슨에 따르면, 1939년 영국의 사회 서비스는 "세계에서 가장 선진적"이었다.

#### 주택
주택의 급속한 확장은 전간기 동안의 주요 성공 사례였으며, 1929년 이후 새로운 주택 건설이 거의 중단된 미국과는 극명한 대조를 이루었다. 잉글랜드와 웨일스의 총 주택 재고는 1911년 760만 채, 1921년 800만 채, 1931년 940만 채, 1939년 1130만 채였다.

1918년의 영향력 있는 튜더 월터스 보고서는 다음 90년 동안 카운실 하우스 디자인 및 위치에 대한 기준을 설정했다. 보고서는 짧은 연립 주택을 70 피트 (21 m) 간격으로 배치하거나 에이커당 12채의 밀도로 건축할 것을 권고했다. 1919년 주택, 도시 계획 등 법안으로 로이드 조지는 1918년 선거 공약인 "영웅들을 위한 적절한 주택"에 따라 정부 주택 시스템을 구축했다. "애디슨 법안"으로도 알려진 이 법안은 지방 당국이 주택 수요를 조사하고, 빈민가를 대체할 주택 건설을 시작하도록 요구했다. 재무부는 낮은 임대료에 보조금을 지급했다. 나이든 여성들은 투표할 수 있었다. 지역 정치인들은 그들과 상의했고, 이에 따라 공동 세탁실, 추가 침실, 실내 화장실, 온수 공급, 존경심을 보여주기 위한 별도의 응접실, 그리고 잘 가꾸어진 잔디밭 대신 실용적인 채소밭과 같은 편의 시설에 더 많은 강조를 두었다. 시골 노퍽의 문제에서 보이듯이, 진전이 자동으로 이루어진 것은 아니었다. 과도한 서두름, 불가능한 국가적 마감 기한, 마비를 일으키는 관료주의, 목재 부족, 증가하는 비용, 그리고 시골 빈곤층이 감당할 수 없는 임대료 때문에 지방 당국이 이행할 수 없는 약속을 어겨야 했기 때문에 많은 꿈이 산산조각 났다.
잉글랜드와 웨일스에서는 1939년까지 21만 4천 채의 다세대 카운실 건물이 건설되었다. 보건부는 거의 주택부나 다름없게 되었다. 카운실 주택은 1938년 영국 전체 주택 재고의 10%를 차지했으며, 1980년에 32%로 정점을 찍었고, 1996년에는 18%로 떨어져 이후 20년 동안 그 수준을 유지했다.
전간기 동안 잉글랜드는 교외 지역의 전례 없는 성장을 경험했는데, 역사가들은 이를 "교외 혁명"이라고 불렀다. 1939년까지 400만 채 이상의 새로운 교외 주택이 건설되었고, 잉글랜드는 제1차 세계 대전 말 세계에서 가장 도시화된 나라에서 제2차 세계 대전이 시작될 때까지 가장 교외화된 나라가 되었다.
영국인의 이상은 점차 노동계급 사이에서도 자가 소유가 되었다. 자가 소유 비율은 1914년 이전 15%에서 1938년까지 32%, 1996년까지 67%로 꾸준히 증가했다. 건설 산업은 고급 임대인들에게 자가 소유의 개념을 팔았다. 모기지는 "목에 걸린 맷돌"이라는 옛 오명을 벗고, 교외화된 영국에서 현명한 장기 투자로 인식되었다. 이는 사회적 상승에 대한 열망을 자극하고, 20세기 노동계급 자가 소유 증가율이 가장 빨랐던 시기를 가능하게 했다. 이러한 호황은 주로 평범한 영국인들이 건설협회에 예금한 저축금으로 자금을 조달했다. 1920년대부터 우호적인 세금 정책은 협회에 대한 상당한 투자를 장려하여 막대한 대출 준비금을 조성했다. 1927년부터 협회는 모기지 조건을 점진적으로 완화하여 대출을 장려했다.

### 조지 5세 국왕
조지 5세 국왕(재위 1910–1936)은 스캔들이 없었다. 그는 성실해 보였고 영국과 제국의 국민들뿐만 아니라 "기득권"으로부터도 널리 존경받았다. 조지 5세는 상류층의 생활 방식이나 악덕보다는 중산층의 가치와 미덕을 반영하여 영국 왕족의 현대적인 행동 규범을 확립했다. 지적이지 못하고 그의 두 전임자들만큼 세련되지 못했으며 국제적인 경험도 부족했지만, 그는 대부분의 장관들보다 대영 제국을 더 잘 이해했다. 실제로 그는 "나는 항상 제국의 위대한 이념과 자신을 동일시하는 것이 꿈이었다"고 설명했다. 그는 세부 사항과 얼굴에 대한 뛰어난 기억력을 활용하여 평민과 관리들과의 가벼운 대화에 잘 활용했다. 그는 언제나 자신의 영향력을 중립과 절제의 힘으로 휘둘렀으며, 자신의 역할을 최종 결정권자보다는 중재자로 보았다. 예를 들어, 1921년 그는 얀 스뮈츠 장군에게 아일랜드 독립 전쟁을 종식시킬 타협적인 휴전을 촉구하는 연설 초안을 작성하게 하고 내각의 승인을 얻었으며, 아일랜드도 동의하여 전쟁이 끝났다. 역사가 A. J. P. 테일러는 국왕의 주도권을 "현대 시대 영국 군주가 수행한 가장 위대한 봉사일 것"이라고 칭찬한다. 그의 투명한 의무감, 충성심, 공정성, 그리고 한결같은 품격의 본보기는 국민에게 영감을 주었고 정치인들이 자신들의 이득을 위해 그를 조종하는 것을 단념시켰다. 조지 5세는 천성적으로 신중하고 보수적인 사람이었으며, 영국 사회에서 진행 중인 혁명적인 변화를 완전히 이해하거나 승인하지 못했다. 그럼에도 불구하고, 모두가 그가 영국과 영연방에 진정으로 헌신했다는 것을 이해했다.
국왕의 인기는 제1차 세계 대전 동안 그가 병원, 공장, 군사 및 해군 시설을 천 번 이상 방문하면서 더욱 높아졌다. 이로써 그는 일반 노동자와 군인들의 사기에 매우 눈에 띄는 지원을 제공했다. 1932년, 조지는 라디오를 통해 왕실 크리스마스 연설을 했는데, 이 행사는 매년 대영 제국 전역에서 인기를 얻었다. 1935년 그의 실버 주빌리는 몇몇 불만이 섞이긴 했지만 열광적인 축제의 장이 되었다. 그의 장례식과 그에 이은 기념식들은 정교하게 연출되었고, 매우 많은 사람들이 참석한 행사였으며, 새롭게 민주화된 국가에서 왕실의 역할을 재정의했다. 사람들은 라이브 라디오 방송과 후속 뉴스 영화에 세심한 주의를 기울이는 등 자신들의 충성심을 확인하는 새로운 방법을 가졌다. 제1차 세계 대전의 죽음을 기념하여 탄생한 새로운 의식에는 2분간의 묵념이 포함되었다. 영국은 왕의 평생 신념인 레크리에이션과 스포츠의 신체적, 도덕적, 사회적 이점을 기리고 확대하기 위해 살아있는 기념관을 세웠다. 따라서 왕의 죽음은 공유된 영국성을 강화하는 역할을 했다. 1952년 조지 6세의 장례식도 같은 공식을 따랐다. 이로써 군주제는 더욱 강해졌고, 더 중요하게는 총력전 시대에 국가적 결속이 강화되었다.
국왕은 조지 3세 (재위 1760-1820) 이후 여러 면에서 가장 적극적인 군주였다. 전기 작가 H. C. G. 매튜는 다음과 같이 결론 내린다.
그의 봉사는 19세기 또는 20세기 영국 군주 중 가장 바빴다. 그는 놀랍고 힘든 일련의 위기를 다루었다. 즉, 의회법과 아일랜드 자치 위기에 대한 연합주의자들의 반응, 제1차 세계 대전의 복잡한 연립 정부 형성, 노동당의 헌정 정부 운영 편입, 정통 정치의 국민 정부로의 교체 등이다. 조지 5세의 부지런하고 비당파적인 접근 방식은 이러한 위기들이 상징하는 정치적 변화의 과정을 원활하게 했다.

### 영연방과 제국
1919년 독일과 오스만 제국의 특정 영토에 대한 국제연맹 위임통치령을 인수하면서 대영 제국은 영토적으로 최고조에 달했다. 전간기 동안 식민지의 경제 및 교육 발전을 위한 광범위한 노력이 이루어졌다. 자치령들은 번성했으며 대체로 스스로를 돌보았다. 런던에게 가장 골치 아픈 지역은 인도와 팔레스타인이었다.

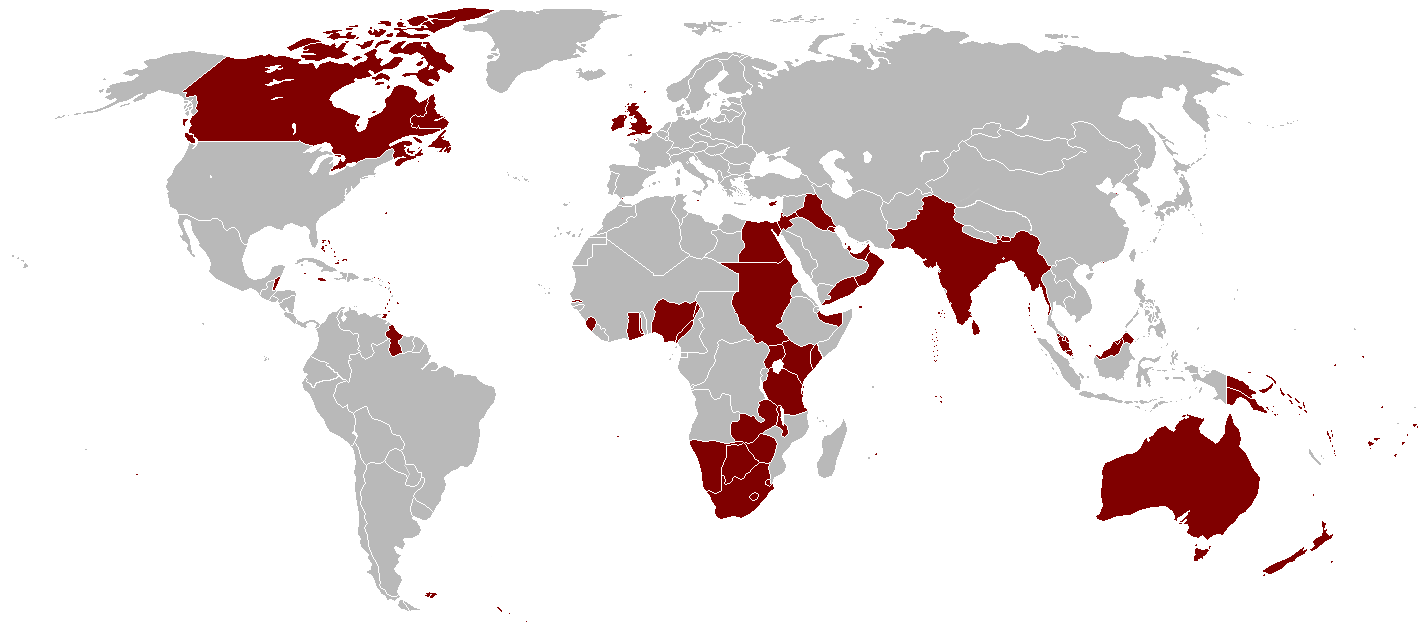
1921년 영토적으로 최고조에 달한 대영 제국

자치령들(캐나다, 호주, 남아프리카, 뉴질랜드)은 1931년 웨스트민스터 헌장에서 외교 정책상 실질적인 독립을 얻었지만, 각각 영국 해군 보호에 크게 의존했다. 1931년 이후 무역 정책은 미국과 영연방 외부의 다른 모든 국가에 대한 관세 인상을 통해 제국 특혜를 선호했다.
인도에서는 마하트마 간디와 자와할랄 네루가 이끄는 인도 국민회의가 민족주의 세력을 조직하고 있었다. 인도는 제1차 세계 대전 승리에 크게 기여했지만, 1919년 인도 통치법에서 부여된 매우 제한적인 혜택에 크게 실망했다. 가다르 봉기 이후 독일의 전시 음모나 전후 공산주의에 대한 영국의 두려움은 1919년 롤래트 법에 의해 전시 구조가 갱신되어 반대 의견이 억압되도록 했다. 특히 펀자브 지역에서 긴장이 고조되었고, 억압적인 조치는 암리차르 학살로 절정에 달했다. 영국에서는 학살의 도덕성에 대해 여론이 분열되었는데, 이를 무정부 상태로부터 인도를 구한 것으로 보는 사람들과 혐오감을 느끼는 사람들로 나뉘었다. 간디는 비폭력 저항 기술을 개발하여 영국군의 폭력 사용보다 도덕적 우위를 주장했다. 1930년대에 여러 차례 협상이 있었지만, 윈스턴 처칠이 이끄는 영국의 강력한 반동 운동은 인도 민족주의자들을 만족시킬 개혁 채택을 막았다. 역사가 로렌스 제임스는 다음과 같이 말한다.
1930년부터 1935년까지 [처칠]은 카산드라였다. 그는 인도에 대한 자치 정책이 영국에 재앙이 될 것이고 제국 종말의 시작을 알릴 것이라고 경고했다. 그의 언어는 가혹했고 그의 이미지는 묵시적이었다. 인도는 여러 정부가 해결하지 못한 장기적인 위기에 직면해 있었다. 의회의 보수당은 1935년 1935년 인도 통치법을 고안하여 영국의 지속적인 통제를 용이하게 하고 의회의 도전을 피할 연방을 만들었다. 1930년대에 약한 소수였지만 노동당은 의회를 지지하고 영국에 있는 인도인들과 협력했다. 1945년 이후에는 인도에 독립을 부여할 위치에 있었다.
이집트는 명목상 오스만 제국의 일부였으나 영국의 통치를 받다가 1914년 런던이 보호국을 선포했다. 독립은 1922년에 공식적으로 승인되었으나, 1954년까지 영국의 종속국으로 남아 있었다. 영국군은 수에즈 운하를 보호하기 위해 계속 주둔했다. 이집트는 국제연맹에 가입했다. 1920년 이래 영국의 위임통치령이었던 이라크도 1932년 영국으로부터 독립한 후 자체적으로 국제연맹 회원국이 되었다. 이라크는 외교, 국방 정책, 석유 정책에 관해 영국의 확고한 지도를 받았다.
팔레스타인에서 영국은 아랍인과 증가하는 유대인 사이의 중재 문제에 직면했다. 위임통치 조건에 포함된 밸푸어 선언은 팔레스타인에 유대 민족을 위한 민족적 고향이 설립될 것이라고 명시했다. 수만 명의 유대인들이 유럽에서 이주해 왔다. 아랍 인구는 1936년 반란을 일으켰다. 독일과의 전쟁 가능성이 커지면서 영국은 유대인 고향 설립보다 아랍인들의 지지가 더 중요하다고 판단하고 친아랍적 입장으로 전환하여 유대인 이민을 제한했고, 이는 결국 유대인 반란을 촉발시켰다.

#### 자치령, 외교 정책 통제

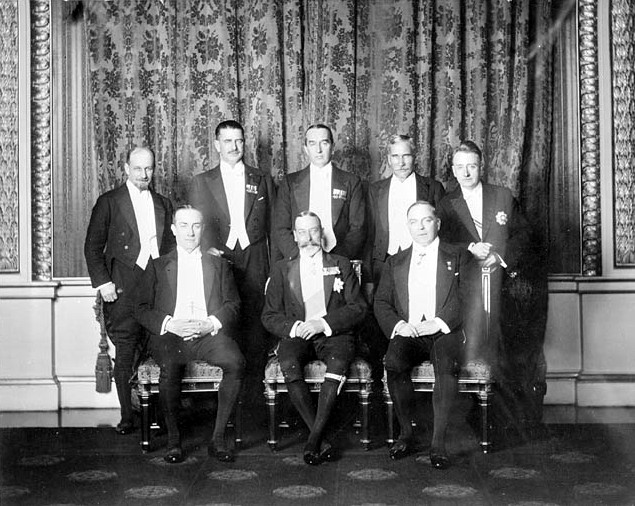
조지 5세와 1926년 제국 회의의 영국 및 자치령 총리들

영국 총리였던 로이드 조지는 1922년 차나크 위기 당시 튀르키예에서 자치령에 군사적 지원을 요청했다. 그러나 그는 거절당했다. 제1차 세계 대전은 자치령에서 민족주의와 자신감을 크게 강화했다. 그들은 그때까지 국제연맹의 독립적인 회원국이었고, 영국의 지도자들의 요청에 자동으로 따르기를 거부했다. 자치령이 영국과 독립적으로 자신들의 외교 정책을 설정할 권리는 1923년 제국 회의에서 인정되었다. 1926년 제국 회의는 1926년 밸푸어 선언을 발표하여 자치령이 "대영 제국 내에서 자율적인 공동체이며, 서로에게 종속되지 않는 동등한 지위"를 가진 "영연방"임을 선언했다. 이 선언은 1931년 웨스트민스터 헌장에 따라 법적 효력을 얻었다. 그러나 인도는 자치령 지위를 거부당했으며, 그 외교 정책은 런던에서 결정되었다.
뉴펀들랜드는 대공황의 경제적 재앙으로 인해 압도되었고, 자발적으로 자치령 지위를 포기했다. 1948년 캐나다 가입에 투표할 때까지 직접적인 영국 통치 아래의 식민지로 돌아갔다. 아일랜드 자유국은 1937년 새로운 헌법으로 런던과의 관계를 단절하여 이름만 빼고 공화국이 되었다.

### 외교 정책
영국은 전쟁 중 물리적 피해가 거의 없었지만, 사망자와 장애인, 그리고 막대한 금전적 손실을 입었다. 1918년 카키 선거에서 독일과의 연합국 승리 한 달 후, 로이드 조지는 독일에 가혹한 조약을 부과할 것을 약속했다. 그러나 1919년 초 파리 평화 회의에서는 훨씬 더 온건한 접근 방식을 취했다. 프랑스와 이탈리아는 독일이 전쟁을 시작한 것에 대한 죄책감을 인정하도록 요구하는 것(이는 독일을 굴욕스럽게 만들었다)과 참전 용사 수당과 이자를 포함한 전쟁 전체 비용을 독일이 지불하도록 요구하는 가혹한 조건을 요구하고 성취했다. 영국은 마지못해 베르사유 조약을 지지했지만, 존 메이너드 케인스를 비롯한 많은 전문가들은 독일에게 너무 가혹하다고 생각했다.
영국은 복구된 독일을 중요한 무역 파트너로 여기기 시작했고, 독일에 대한 배상금이 영국 경제에 미칠 영향에 대해 우려했다. 결국 미국은 도스 플랜을 통해 독일에 대한 부채 상환을 영국, 프랑스 및 다른 연합국에게 제공했고, 영국은 이 수입을 사용하여 전쟁 중 미국에서 빌린 대출금을 상환했다.
제1차 세계 대전의 공포와 죽음에 대한 생생한 기억은 전간기 영국과 그 지도자들을 강력히 평화주의로 기울게 했다.

#### 1920년대
영국은 프랑스, 미국과 긴밀한 관계를 유지하고 고립주의를 거부했으며, 해군 군비 제한 조약과 1925년 로카르노 조약을 통한 독일과의 평화를 통해 세계 평화를 추구했다. 주요 목표는 독일을 평화롭고 번영하는 국가로 회복시키는 것이었다.
군축이 주요 의제로 떠오르면서 영국은 1921년 워싱턴 회담에서 미국에 이어 주요 강대국들의 해군 군축을 위해 중요한 역할을 했다. 1933년까지 군축은 실패했고, 문제는 독일에 대항하기 위한 재무장이 되었다.
워싱턴 회의에서 영국은 양강 기준을 포기했다. — 이는 다음 두 해군 강대국을 합친 것과 같거나 그 이상의 해군력 우위를 유지하려는 오랜 정책이었다. 대신 미국과의 동등함을 받아들였고, 일본에 비해 아시아 해역에서는 약세였다. 홍콩의 요새를 강화하지 않겠다고 약속했는데, 이는 일본의 사정권 안에 있었다. 일본과의 조약은 갱신되지 않았지만, 당시 일본은 1931년 이후로 중요해진 종류의 확장 활동에 참여하지 않았다. 런던은 도쿄와의 관계를 끊었지만 워싱턴에 훨씬 더 가까워졌다.
정치적으로 데이비드 로이드 조지 총리의 연립 정부는 주로 보수당의 지지에 의존했다. 그는 외교 정책 실책으로 지지자들을 점점 더 적대시했다. 1922년 차나크 위기는 영국을 터키와의 전쟁 직전으로 몰고 갔지만, 자치령들은 반대했고 영국군은 주저했기 때문에 평화가 유지되었다. 이는 보수당 의원들이 칼튼 클럽 회의에서 다음 선거를 별개의 정당으로 치르기로 투표하게 된 요인 중 하나였으며, 로이드 조지는 이후 총리직에서 사임하여 연립 정부가 끝났다.
로카르노에서 독일 문제를 성공적으로 다루면서 오스틴 체임벌린 외무장관은 프랑스와 이탈리아와 협력하여 동유럽과 발칸 반도의 외교 문제에 대한 궁극적인 해결책을 찾으려 했다. 상호 적대감을 극복하는 것은 불가능하다는 것이 입증되었는데, 체임벌린의 계획은 그의 오해와 잘못된 판단으로 인해 결함이 있었기 때문이다.

#### 1930년대
가장 큰 도전은 독재자들로부터 왔다. 1923년부터 이탈리아의 베니토 무솔리니, 그리고 1933년부터는 훨씬 더 강력한 나치 독일의 아돌프 히틀러가 그들이었다. 영국과 프랑스는 스페인 내전 (1936–39)에서 불개입 정책을 이끌었다. 국제연맹은 지지자들에게 실망스러웠다. 독재자들이 제기하는 어떠한 위협도 해결할 수 없었다. 영국 정책은 그들을 만족시키기 위해 "유화정책"을 취하는 것이었다. 에티오피아 침공에 대한 이탈리아에 대한 국제연맹 승인 제재는 영국 내에서 지지를 얻었지만 실패로 판명되어 1936년 중단되었다.
독일이 어려운 경우였다. 1930년경 영국 지도자들과 지식인들은 베르사유 조약이 명시했듯이 1914년 전쟁의 비난이 독일 단독의 책임이 아니라 모든 주요 강대국이 공유하는 책임이라는 데 대체로 동의했다. 따라서 그들은 베르사유 조약의 징벌적 가혹함이 부당하다고 믿었고, 이러한 견해는 정치인과 대중에게 채택되어 1938년까지 유화정책을 지지하는 데 크게 기여했다. 즉, 독일의 조약 조항 거부는 정당화된 것으로 보였다.

#### 제2차 세계 대전의 도래
1938년 말에는 전쟁이 임박했으며 독일이 세계에서 가장 강력한 군대를 보유하고 있다는 것이 분명해졌다. 영국군 지도자들은 독일이 전쟁에서 승리할 것이며, 영국은 항공 및 방공 분야에서 따라잡기 위해 1~2년이 더 필요하다고 경고했다. 독일에 대한 유화정책 — 즉, 독일의 요구에 굴복하는 것 — 이 1939년 초까지 정부의 정책이었다. 유화정책의 마지막 행위는 1938년 뮌헨 협정에서 영국과 프랑스가 히틀러의 요구에 체코슬로바키아를 희생시킨 것이었다. 그러나 히틀러는 만족하기는커녕 1939년 3월 나머지 체코슬로바키아를 점령하고 폴란드를 위협했다. 이에 네빌 체임벌린 총리는 추가 유화정책을 거부하고 폴란드를 방어할 것을 확고히 약속했다. 히틀러는 예상치 못하게 이오시프 스탈린과 협정을 맺어 동유럽을 분할했다. 1939년 9월 독일이 폴란드를 침공하자 영국과 프랑스는 전쟁을 선포했고, 영연방은 런던의 뒤를 따랐다.

## 경제사
세금은 전쟁 중 급격히 증가했고 옛 수준으로 돌아가지 않았다. 부유한 남성은 전쟁 전 소득의 8%를 세금으로 냈고, 전쟁 후에는 약 3분의 1을 냈다. 많은 돈이 실업 수당에 쓰였다. 매년 국가 수입의 약 5%가 부유층에서 빈곤층으로 이전되었다. A. J. P. 테일러는 대부분의 사람들이 "세계 역사상 이전에는 알려지지 않았던 더 풍요로운 삶을 누리고 있었다. 더 긴 휴가, 더 짧은 노동 시간, 더 높은 실질 임금"이라고 주장한다.
영국 경제는 1920년대에 침체되었고, 특히 스코틀랜드와 웨일스의 중공업과 석탄 산업은 급격한 감소와 높은 실업률을 보였다. 석탄과 철강 수출은 1939년까지 절반으로 줄었고, 기업들은 포드주의, 소비자 신용, 과잉 생산 능력 제거, 더 구조화된 경영 설계, 그리고 규모의 경제 확대와 같은 미국에서 온 새로운 노동 및 경영 원칙을 채택하는 데 느렸다. 한 세기가 넘도록 해운 산업은 세계 무역을 지배했지만, 정부의 다양한 경기 부양 노력에도 불구하고 침체 상태에 머물렀다. 1929년 이후 세계 무역이 급격히 감소하면서 그 상태는 심각해졌다.
윈스턴 처칠 재무장관은 1925년 영국을 금본위제로 복귀시켰는데, 많은 경제학자들은 이를 경제의 부진한 성과에 대한 원인으로 비난한다. 다른 사람들은 제1차 세계 대전의 인플레이션 효과와 전쟁 후 노동 시간 단축으로 인한 공급 측면 충격 등 다양한 요인을 지적한다.
1920년대 후반까지 경제 성과는 안정되었지만, 전반적인 상황은 실망스러웠다. 영국은 선도적인 산업 강국으로서 미국에 뒤처졌다. 이 시기 동안 잉글랜드의 북부와 남부 사이에도 강한 경제적 격차가 존재했는데, 1930년대에는 잉글랜드 남부와 미들랜즈가 비교적 번성했던 반면, 사우스웨일스 일부 지역과 잉글랜드 북부 산업 지역은 특히 높은 실업률과 빈곤으로 인해 "곤경 지역"으로 알려졌다. 그럼에도 불구하고, 지방 의회가 낙후된 슬럼에서 재배치된 가족들을 위해 실내 화장실, 욕실, 전기 조명과 같은 최신 시설을 포함한 새로운 주택을 건설하면서 생활 수준은 계속해서 향상되었다. 민간 부문은 1930년대에 주택 건설 붐을 누렸다.

### 노동
전쟁 중 노동조합은 장려되었고 회원 수는 1914년 410만 명에서 1918년 650만 명으로 증가했다. 1920년 830만 명으로 정점을 찍은 후 1923년 540만 명으로 감소했다. 1920년대 초에는 파업이 줄어들었다. 1921년에는 파업으로 인해 8500만 근무일 이상이 손실되었고, 1922년에는 1900만 일, 1923년에는 1000만 일로 감소했다.
석탄 산업은 병든 산업이었다. 최고 품질의 석탄층이 고갈되어 비용이 증가했다. 석유가 연료를 대체하기 시작하면서 수요가 감소했다. 1926년 총파업은 130만 명의 철도 노동자, 운수 노동자, 인쇄공, 부두 노동자, 철강 노동자들이 9일 동안 전국적으로 파업을 벌여 소유주들에게 폐쇄된 120만 명의 탄광 노동자들을 지지했다. 탄광 노동자들은 가격 하락에 직면하여 소유주들의 더 긴 노동 시간과 임금 삭감 요구를 거부했다. 보수당 정부는 1925년 9개월간 보조금을 제공했지만, 이는 병든 산업을 회생시키기에 충분하지 않았다. 탄광 노동자들을 지원하기 위해 모든 노동조합의 상위 조직인 노동조합회의 (TUC)는 특정 핵심 노동조합들을 파업시켰다. 정부가 산업을 재편하고 합리화하며 보조금을 인상할 것이라는 희망이 있었다. 보수당 정부는 비축 물자를 쌓아두었고, 필수 서비스는 학생들과 중산층 자원봉사자들을 이용하여 계속 운영되었다. 세 주요 정당 모두 파업에 반대했다. 노동당 지도자들은 이를 승인하지 않았고, 모스크바의 코민테른이 공산주의자들에게 파업을 적극적으로 선동하라는 지시를 보냈기 때문에 당에 급진주의자라는 이미지가 씌워질 것을 우려했다. 총파업 자체는 대체로 비폭력적이었지만, 탄광 노동자들의 폐쇄는 계속되었고 스코틀랜드에서는 폭력이 발생했다. 이는 영국 역사상 유일한 총파업이었는데, 어니스트 베빈과 같은 TUC 지도자들은 이를 실수로 여겼기 때문이다. 대부분의 역사가들은 이를 장기적인 결과가 거의 없는 단일 사건으로 취급하지만, 마틴 푸그는 이것이 노동계급 유권자들이 노동당으로 이동하는 것을 가속화하여 미래의 이득을 가져왔다고 말한다. 1927년 노동조합 및 노동쟁의법은 총파업을 불법화하고 노동당에 대한 노동조합 회비 자동 납부를 중단시켰다. 이 법은 1946년에 대부분 폐지되었다. 석탄 산업은 접근하기 쉬운 석탄을 모두 사용했다. 비용이 증가하면서 생산량은 1924년 2억 6천 7백만 톤에서 1945년 1억 8천 3백만 톤으로 감소했다. 노동당 정부는 1947년에 광산을 국유화했다.
1909년부터 특히 로이드 조지가 이끄는 자유주의자들은 농장 노동자를 위한 최저 임금 개념을 추진했다. 지주들의 저항이 강했지만, 1924년까지 성공을 거두었다. 로빈 가워스와 티모시 J. 해튼에 따르면, 잉글랜드와 웨일스에서의 영향은 상당했다. 그들은 1929년까지 농장 노동자의 임금을 15% 인상했으며, 1930년대에는 20% 이상 인상했다고 추정한다. 이는 1929년 54,000명(6.5%)의 농장 노동자 고용 감소를 가져왔고, 1937년에는 97,000명(13.3%)의 고용 감소를 가져왔다. 그들은 "최저 임금은 계속 고용된 농장 노동자 가족들의 빈곤을 벗어나게 했지만, 특히 1930년대에는 농부들의 소득을 상당히 낮췄다"고 주장한다.

### 음식
전쟁 후, 많은 새로운 식품이 일반 가정에서 이용 가능해졌고, 브랜드 식품은 편리함으로 광고되었다. 부엌에서는 하인 부족이 느껴졌지만, 숙련된 요리사가 어려운 커스터드와 푸딩에 몇 시간을 보내는 대신 주부는 병에 담긴 즉석 식품이나 빠르게 섞을 수 있는 가루를 구입할 수 있었다. 브랜드화되고 더 잘 갈아진 귀리로 만든 아침 식사 죽은 20분이 아닌 2분 만에 요리할 수 있었다. 미국식 건조 시리얼은 중산층의 죽과 베이컨, 달걀, 그리고 빈곤층의 빵과 마가린에 도전하기 시작했다. 상점에서는 더 많은 병 및 통조림 제품과 신선한 고기, 생선, 채소를 취급했다. 전시 선박 부족으로 선택의 폭이 크게 줄었지만, 1920년대에는 전 세계에서 수입된 많은 새로운 종류의 식품, 특히 과일이 더 나은 품질의 포장과 위생과 함께 등장했다. 중산층 가정은 종종 냉장고나 전기 냉장고를 가지고 있었는데, 이는 더 나은 보관과 더 많은 양을 구매하는 편리함을 제공했다.
대공황 시기의 수많은 연구는 평균적인 소비자가 이전보다 더 잘 먹었다는 것을 문서화했다. 시봄 로운트리는 "1936년 노동자들의 기준은 1899년보다 약 30% 높았다"고 보고했다. 낙농 산업은 과잉 생산되었고, 이윤은 너무 낮았다. 그래서 정부는 우유 마케팅 위원회를 사용하여 낙농 농부들에게 보장된 가격을 제공했는데, 이는 디 이코노미스트에 의해 "베들램 경제학"으로 조롱받는 정책이었다. 식품 가격은 낮았지만, 그 이점은 압도적으로 중산층과 상류층에게 돌아갔고, 인구의 가장 가난한 3분의 1은 지속적인 영양 부족으로 고통받았다. 기아는 아니었지만, 광범위한 굶주림이 있었다. 가난한 어린이들에게 미치는 해로운 영향은 교사들에게 명백했다. 1934년, 정부는 학동들에게 하루 반 페니를 받고 3분의 1 파인트의 우유를 제공하는 프로그램을 시작했다. 이는 그들의 영양을 극적으로 개선시켰고, 새로운 수요는 농부들에게 지급되는 우유의 도매 가격을 유지했다. 1936년까지 전국 학동의 약 절반이 참여했다. 우유는 제2차 세계 대전 동안 무료로 배급되었고, 참여율은 90%로 증가했다. 실제로 전시의 배급 시스템은 가장 가난한 3분의 1의 영양을 크게 개선시켰고, 그들의 육체노동 능력도 향상시켰다.

### 대공황
대공황은 1929년 후반 미국 월가에서 시작되어 전 세계로 빠르게 확산되었다. 경제 불황의 주요 영향은 1931년에 느껴졌다. 독일, 캐나다, 호주와 달리 영국은 1920년대에 호황을 경험하지 못했기 때문에 불황이 덜 심각했고 더 빨리 끝났다.

#### 세계적 위기
1931년 여름까지 세계 금융 위기가 영국을 압도하기 시작했다. 전 세계 투자자들은 하루에 250만 파운드의 비율로 런던에서 금을 인출하기 시작했다. 프랑스 은행과 뉴욕 연방준비은행에서 각각 2500만 파운드의 신용과 1500만 파운드의 불환 지폐 발행은 영국 위기를 늦췄지만 되돌리지는 못했다. 금융 위기는 1931년 8월 영국에서 주요 정치 위기를 야기했다. 적자가 증가하자 은행가들은 균형 예산을 요구했고, 램지 맥도널드 노동당 정부의 분열된 내각은 이에 동의했다. 그들은 세금을 인상하고 지출을 삭감하며, 가장 논란이 많았던 것은 실업 수당을 20% 삭감하는 것을 제안했다. 복지에 대한 공격은 노동 운동에 전혀 용납될 수 없었다. 맥도널드는 사임하려 했지만, 국왕은 그에게 남아 모든 정당이 참여하는 "국민 정부"를 구성할 것을 주장했다. 보수당과 자유당은 소수의 노동당 간부와 함께 이에 동의했지만, 대다수의 노동당 지도자들은 새로운 정부를 이끈 맥도널드를 배신자로 비난했다. 영국은 금본위제에서 벗어났고, 대공황에서 다른 주요 국가들보다 상대적으로 덜 피해를 입었다. 1931년 영국 선거에서 노동당은 사실상 궤멸되었고, 맥도널드는 주로 보수당 연립 정부의 총리로 남았다.
그러나 금 유출은 계속되었고, 결국 재무부는 1931년 9월 금본위제를 포기할 수밖에 없었다. 그때까지 정부는 균형 예산과 금본위제를 요구하는 정통적인 정책을 신봉해 왔다. 예상했던 재앙 대신, 금으로부터의 이탈은 큰 이점으로 작용했다. 즉시 파운드 환율은 25% 하락하여 1파운드당 4.86달러에서 3.40달러로 떨어졌다. 이로써 영국 수출은 훨씬 더 경쟁력을 갖게 되었고, 점진적인 경제 회복의 발판을 마련했다. 최악의 상황은 지나갔다.
영국의 세계 무역은 절반으로 줄어들었고(1929–33), 중공업 생산량은 3분의 1로 감소했다. 거의 모든 부문에서 고용과 이윤이 급감했다. 1932년 여름 최저점에서는 등록 실업자 수가 350만 명에 달했으며, 더 많은 사람들이 시간제 고용에 그쳤다. 정부는 영연방 내에서 활동하려고 노력했으며, 미국, 프랑스, 독일로부터의 제품에 대한 관세를 인상하고, 영연방 회원국에게는 특혜를 주었다.

#### 조직화된 시위
잉글랜드 북부, 스코틀랜드, 북아일랜드, 웨일스는 특히 석탄, 철강 또는 조선에 의존하는 경우 심각한 경제적 문제를 겪었다. 1930년대 초 일부 광산 지역에서는 실업률이 70%에 달했다(전국적으로 300만 명 이상이 실업 상태였다). 정부는 신중하고 보수적이었으며, 대규모 공공 사업 프로젝트에 대한 케인스주의 제안을 거부했다.
좌파의 재앙 예언자들, 즉 시드니 웹과 비어트리스 웹, J. A. 홉슨, G. D. H. 콜은 수년 동안 자본주의의 임박한 종말에 대해 경고해왔고, 이번에는 훨씬 더 많은 사람들이 주의를 기울였다. 1935년부터 좌파 북클럽은 매달 새로운 경고를 제공했으며, 소련식 사회주의를 대안으로 제시하는 신뢰를 쌓았다.
1936년, 실업률이 더 낮아졌을 때, 200명의 실업자들이 산업 빈곤층의 곤경을 보여주기 위해 재로우에서 런던까지 대대적으로 행진했다. 좌파에 의해 많이 낭만화되었지만, 재로우 십자군은 노동당 내의 깊은 분열을 드러냈고, 어떤 정부 조치도 이끌어내지 못했다. 전쟁이 모든 구직자들을 흡수하기 전까지 실업률은 높게 유지되었다. 조지 오웰의 책 위건 부두로 가는 길은 당시의 어려움을 삭막하게 보여준다.

#### 역사학
1930년대 초의 경제 위기와 대공황에 대한 노동당 및 국민 정부의 대응은 많은 역사적 논란을 불러일으켰다. 장기 고실업의 주요 지역을 제외하고 영국은 일반적으로 번성했다. 역사가 피어스 브렌든은 다음과 같이 썼다. "그러나 역사가들은 오랫동안 이 암울한 그림을 수정하여, 마귀의 10년을 부유한 사회의 요람으로 제시하고 있다. 두 차례의 전쟁 사이에 물가가 급격히 하락했고, 평균 소득은 약 3분의 1 증가했다. '재산 소유 민주주의'라는 용어는 1920년대에 만들어졌고, 1930년대에는 300만 채의 주택이 건설되었다. 토지, 노동, 재료가 저렴했다. 방갈로는 225파운드에, 연립 주택은 450파운드에 구입할 수 있었다. 중산층은 또한 레디오그램, 전화, 세 조각 소파, 전기 밥솥, 진공 청소기, 골프 클럽을 구입했다. 그들은 켈로그 콘 플레이크('하루도 거르지 마라')를 먹고, 오스틴 7(1930년까지 135파운드)을 타고 오데온 극장으로 운전해 가서, '목 아픔 방지'를 위해 코르크 팁이 달린 크레이븐 A 담배를 피웠다. 대공황은 소비 붐을 일으켰다."
제2차 세계 대전 직후 수십 년 동안 대부분의 역사적 견해는 이 시기 정부에 대해 비판적이었다. 로버트 스키델스키의 『정치인과 불황』과 같은 일부 역사가들은 노동당 및 국민 정부의 정통 정책을 데이비드 로이드 조지와 오즈월드 모즐리가 옹호한 더 급진적인 초기 케인스주의적 조치, 그리고 다른 경제에서 더 개입주의적이고 케인스주의적인 대응(미국의 프랭클린 루스벨트의 뉴딜, 뉴질랜드의 노동당 정부, 스웨덴의 사회민주당 정부)과 불리하게 비교했다. 1970년대 이후 의견은 덜 적대적으로 바뀌었다. 1994년판 서문에서 스키델스키는 최근의 통화 위기와 자본도피 경험으로 인해 노동 비용을 절감하고 통화 가치를 방어함으로써 안정을 이루려 했던 정치인들을 그렇게 비판하기 어렵다고 주장한다.

## 사회와 문화
영국 사람들은 전간기에 대체로 인종적으로 동질적이었으며, 리버풀, 스완지, 이스트 엔드의 중국인 공동체는 예외였다. 비록 지역 악센트는 계속 사용되었지만 그 사용은 감소하는 추세였고, 문학 외에서는 완전한 방언이 소멸되었다. 1921년 인구조사는 여성 인구가 남성보다 175만 명 더 많다는 것을 밝혀냈는데, 이는 주로 남성의 영아사망률이 더 높았기 때문이었다(전시 사망자도 기여 요인). 1919년 성 차별 (폐지) 법은 여성이 전문직 및 전문 단체에 가입할 수 있도록 했지만, 대다수의 여성은 특히 노동 계급 가정에서 남편에게 의존했다. 대부분의 직업에서 여성은 남성보다 임금이 낮았다.

### 종교
잉글랜드 국교회는 역사적으로 상류층과 시골 귀족들과 관련되어 있었지만, 윌리엄 템플 (1881–1944)은 다작의 신학자이자 기독교 사회주의를 설파하는 사회 운동가였다. 그는 맨체스터와 요크의 주교를 지냈고, 1942년에는 캔터베리 대주교가 되었다. 그는 교회의 확립된 지위를 계속하고 확장하기 위한 수단으로 잉글랜드 국교회에 폭넓고 포괄적인 회원제를 옹호했다. 템플은 영국 내 주요 종교 단체 내부 및 단체 간의 높은 적대감에 대해 우려했다. 1930년대에 그는 에큐메니즘을 추진하여 비국교회, 유대인, 가톨릭 신자들과 더 나은 관계를 구축하기 위해 노력했으며, 이 과정에서 자신의 반가톨릭 편견을 극복하는 데 성공했다.

#### 종교성 완만한 하락
전체 인구는 꾸준히 증가하고 가톨릭 신자 수도 그에 보조를 맞추고 있었지만, 개신교 신자 수는 뒤쳐지고 있었다. 3천만-5천만 명의 성인 중 개신교 신자 수는 1920년 570만 명에서 1940년 540만 명, 1970년에는 430만 명으로 서서히 감소했다. 잉글랜드 국교회의 감소도 비슷했다. 비국교회 중 가장 큰 감리교는 1910년 영국에서 84만 1천 명으로 정점을 찍은 후 1920년 80만 2천 명, 1940년 79만 2천 명, 1960년 72만 9천 명, 1980년 48만 8천 명으로 감소했다. 비국교회는 광업, 섬유, 농업, 어업에 특화된 산업 지역에 강력한 기반을 구축했다. 이들은 쇠퇴하는 산업이었고, 전체 남성 노동력에서 차지하는 비중은 1921년 21%에서 1951년 13%로 꾸준히 감소했다. 가족들이 잉글랜드 남부나 교외로 이주하면서 종종 어린 시절의 종교와 접촉을 잃었다. 정치적 파급 효과는 특히 비국교도 공동체를 기반으로 한 자유당에게 가장 심각했는데, 이 당은 지도부 간의 다툼과 아일랜드 가톨릭 신자와 많은 노동 계급이 노동당으로 이동하고 중산층의 일부가 보수당으로 이동하면서 1920년대에 빠르게 당원 수를 잃었다. 회원 수 감소를 막기 위해 세 주요 감리교 단체는 1932년에 합병했다. 스코틀랜드에서는 두 주요 장로교 단체인 스코틀랜드 교회와 연합 자유교회가 같은 이유로 1929년에 합병했다. 그럼에도 불구하고 꾸준한 감소는 계속되었다. 비국교도 교회는 회원 수 감소뿐만 아니라 열정의 극적인 감소를 보였다. 주일 학교 출석률은 급락했고, 새로운 목회자 수는 훨씬 적었다. 성공회에 대한 적대감은 급격히 감소했고, 일부 주요 목회자를 포함한 많은 저명한 비국교도들이 성공회 신자가 되었다. 회중의 규모와 열정은 감소했고, 선교사 자금 지원에 대한 관심은 줄었으며, 지성주의는 쇠퇴했고, 재정 부족에 대한 끊임없는 불만이 있었다. 논평가 D. W. 브로건은 1943년에 다음과 같이 보고했다.
1906년 자유당의 대승리 이후 지난 세대 동안 영국 종교 및 사회 경관에서 가장 큰 변화 중 하나는 비국교도의 쇠퇴였다. 부분적으로 그 쇠퇴는 영국인들에게 기독교의 영향력이 전반적으로 약화된 데 기인하며, 부분적으로는 현대 세계와 그 문제에 대한 특유의 비국교적 (기독교적 관점과는 다른) 시각이 상대적으로 무관해진 데 기인한다.
종교성 장기 하락의 한 측면은 개신교도들이 자녀를 종교 학교에 보내는 데 점점 더 적은 관심을 보였다는 점이다. 잉글랜드 전역의 지역사회에서는 비국교도, 성공회 신자, 가톨릭 신자들이 각각 세금 지원을 받는 학교 시스템을 가지고 있었고, 세속 학교와 납세자들이 서로 격렬한 전투를 벌였다. 비국교도들은 1세기 전만 해도 교육을 사실상 독점했던 성공회와 오랫동안 싸워 왔다. 초등학교 인구에서 성공회가 차지하는 비중은 1918년 57%에서 1939년 39%로 감소했다. 비국교도들의 열정이 꾸준히 식어가면서 그들의 학교는 하나둘씩 문을 닫았다. 1902년에 감리교회는 738개 학교를 운영했지만, 1996년에는 단 28개만이 남았다.
영국은 여전히 스스로를 기독교 국가라고 생각했다. 무신론자나 비신자는 거의 없었고, 유럽 대륙과 달리 주목할 만한 반성직주의도 없었다. 3분의 1 이상이 매일 기도했다. 대다수는 출생, 결혼, 사망을 기념하기 위해 공식적인 교회 예배를 이용했다. 대다수는 신과 천국을 믿었지만, 지옥에 대한 믿음은 제1차 세계 대전의 모든 사망자 이후 감소했다. 1918년 이후, 잉글랜드 국교회 예배에서는 지옥에 대한 거의 모든 논의가 중단되었다.

#### 기도서 위기
의회는 1688년 이후 잉글랜드 국교회를 통치해왔지만, 점점 더 교회가 스스로 통제권을 갖도록 열망했다. 의회는 1919년 잉글랜드 교회 총회 (권한) 법을 통과시켜 주교, 성직자, 평신도 세 개의 회의로 구성된 교회 총회를 설립하고, 의회의 공식 승인을 조건으로 교회에 대한 규정 입법을 허용했다.
교회가 250년 넘게 매일 사용해 온 1662년 공동기도서를 개정하려던 제안으로 1927년 갑자기 위기가 불거졌다. 목표는 교회의 삶에 온건한 앵글로가톨릭주의를 더 잘 통합하는 것이었다. 주교들은 더 관용적이고 포괄적인 국교회를 추구했다. 내부 논쟁 끝에 교회 총회는 승인을 내렸다. 교회 내부의 복음주의자들과 외부의 비국교도들은 잉글랜드의 종교적 국가 정체성이 단호하게 개신교적이고 반가톨릭적이라고 이해했기 때문에 격분했다. 그들은 개정안을 의식주의와 로마 가톨릭에 대한 관용을 인정한 것이라고 비난했다. 그들은 의회에서 지지를 모았고, 의회는 격렬한 논쟁 끝에 두 차례 개정안을 부결시켰다. 성공회 고위 성직자들은 1929년에 타협하면서도 극단적이고 앵글로가톨릭적 관행을 엄격히 금지했다.

#### 이혼과 국왕의 퇴위
영국에서 도덕적 기준은 세계 대전 이후 극적으로 변했으며, 특히 성적인 문제에서 더 많은 개인적 자유를 향했다. 교회는 그 선을 지키려 노력했고, 특히 급속한 이혼 추세를 막는 데 관심을 가졌다. 1935년 교회는 "어떤 상황에서도 기독교 남성이나 여성은 배우자가 살아있는 동안 재혼할 수 없다"고 재확인했다. 캔터베리 대주교, 코스모 고든 랭은 국왕이 잉글랜드 국교회의 수장으로서 이혼녀와 결혼할 수 없다고 주장했다. 스탠리 볼드윈 총리는 "전쟁 이후 기준이 낮아진 것은 사실이지만, 이는 사람들이 국왕에게 더 높은 기준을 기대하게 만들 뿐이다"라며 강력하게 반대했다. 볼드윈은 보수당(처칠 제외)뿐만 아니라 노동당, 그리고 영연방 총리들의 지지를 받았다. 따라서 에드워드 8세 국왕은 1936년 미국 이혼녀와의 결혼을 고집하면서 퇴위할 수밖에 없었다. 대중 여론은 그에게 상당한 지지를 보냈지만, 엘리트 여론은 적대적이었고, 그는 사실상 망명길에 올랐다. 랭 대주교는 라디오 방송에서 에드워드가 자주 어울리던 상류층 사회를 비난하며 맹비난했다.
더 이상하고 슬픈 것은 그가 기독교 결혼 원칙에 어긋나는 방식으로, 그리고 사람들의 모든 최고의 본능과 전통에 이질적인 생활 방식과 기준을 가진 사회적 집단 내에서 행복을 찾으려 했다는 점이다....이 집단에 속한 사람들은 오늘날 그들이 에드워드 국왕을 사랑했던 국가의 심판에 의해 책망받고 있다는 것을 알아야 할 것이다.
에드워드의 전기 작가 필립 지글러는 에드워드가 깊은 개인적 약점으로 인해 왕이 되기 위한 준비가 부족했으며, 일관성이 없고 피상적이며 산만함에 저항할 수 없었고, 헌법 문제를 제대로 다루지 못했다고 주장한다. 프랭크 모트는 문화 역사가들이 퇴위 이야기를 헌법 위기라기보다는 다음의 지표로 읽었다고 주장한다.
여성의 가정생활과 사생활의 우세.... 국왕의 연애에 대한 강렬한 관심 ...[은] 이 개인 생활에 대한 집착을 예시했는데, 이는 그 자체로 1930년대 후반의 미디어 주도적 감성적 특징의 일부였다.
존 참리는 보수당의 역사에서 볼드윈이 더 많은 민주주의와 덜 오래된 귀족적인 상류층 분위기를 추진하고 있었다고 주장한다. 군주제는 교회의 수장, 국가, 제국으로서 천년의 전통을 바탕으로 국가를 통합할 수 있는 국가적 기반이 되어야 했다. 조지 5세는 이상적인 인물이었다. "대부분의 신민들과 같은 속물적인 취향을 가진 평범한 작은 남자였던 그는 소란 없이 자신의 의무를 수행하는 전형적인 영국인 가장으로 비춰질 수 있었다." 참리는 조지 5세와 볼드윈이 "그들의 평범하고 정직하며 영국적인 품위가 혁명에 대한 최초의 (그리고 가장 효과적인) 방벽임을 입증하며 강력한 보수 팀을 이루었다"고 주장한다. 상류층 플레이보이 스타일을 과시했던 에드워드 8세는 불안정한 신경증적 성격으로 고통받았다. 그는 강력하고 안정적인 파트너가 필요했지만, 심슨 부인은 그러한 역할을 제공할 수 없었다. 볼드윈의 최종 업적은 에드워드가 그의 남동생에게 왕위를 양위하는 길을 순조롭게 열어준 것이었는데, 그 남동생은 조지 6세가 되었다. 아버지와 아들 모두 세계 대전의 심각한 신체적, 심리적 어려움 속에서 민주적인 국왕의 가치를 입증했으며, 그들의 전통은 엘리자베스 2세에 의해 계승되었다.

### 신문
전쟁 후, 주요 신문들은 대규모 발행 부수 경쟁에 돌입했다. 오랫동안 자신들의 신문을 후원해왔던 정당들은 따라갈 수 없었고, 하나씩 그들의 출판물은 팔리거나 문을 닫았다. 수백만 부의 판매는 강한 인간적 관심 주제의 인기 있는 기사와 최신 점수를 담은 상세한 스포츠 보도에 의존했다. 진지한 뉴스는 틈새 시장이었고 발행 부수에 거의 기여하지 않았다. 이 틈새 시장은 타임스와, 어느 정도 데일리 텔레그래프가 지배했다. 지역 일간지들이 인수되어 런던에 기반을 둔 체인에 추가되면서 통합이 만연했다. 제임스 커런과 진 시턴은 다음과 같이 보고한다.
1922년 노스클리프 경이 사망한 후, 비버브룩 경(1879–1964), 로더미어 경(1868–1940), 캠로즈 경(1879–1954), 켐슬리 경(1883–1968) 등 네 명의 인물이 전간기 언론의 지배적인 인물이 되었다. 예를 들어, 1937년에는 그들이 영국에서 팔리는 모든 전국 및 지역 일간지 중 거의 절반을, 그리고 팔리는 모든 일요일 신문 중 3분의 1을 소유했다. 그들의 모든 신문의 총 발행 부수는 천삼백만 부가 넘었다.
1939년에는 절반이 넘는 가구가 일간 신문을 구독했다. 런던의 타임스는 오랫동안 가장 영향력 있는 권위 있는 신문이었지만, 발행 부수는 가장 많지 않았다. 이 신문은 진지한 정치 및 문화 뉴스를 훨씬 더 많이 다루었다. 1922년, 존 제이컵 애스터 (1886–1971), 즉 제1대 애스터 자작 (1849–1919)의 아들이 노스클리프 재산에서 더 타임스를 인수했다. 이 신문은 히틀러의 요구에 대한 유화정책을 옹호했다. 편집장 제프리 도슨은 네빌 체임벌린 총리와 밀접하게 협력했고, 1938년 뮌헨 협정을 강력히 추진했다. 노먼 이부트가 베를린에서 전쟁을 경고하는 솔직한 보도 기사는 유화 정책을 지지하도록 런던에서 다시 쓰여졌다. 그러나 1939년 3월, 이 신문은 입장을 바꿔 즉각적인 전쟁 준비를 촉구했다.
해외에서 가장 존경받는 일간지는 자유주의 성향의 맨체스터 가디언이었다. 보수 성향의 모닝 포스트는 대체로 불굴의 저항 입장을 취했으며, 그 전형적인 독자는 은퇴한 고위 장교와 그의 가족으로 묘사되었다. 데일리 텔레그래프는 사업가들을 위한 신문이었고, 어떤 신문보다도 가장 많은 광고 지면을 가졌으며, 데일리 메일은 주로 중산층 및 하층 중산층 독자들에게 어필했고, 여성과 어린이를 대상으로 한 최초의 신문이었다. 노동 계급 독자를 specifically 대상으로 한 유일한 신문은 노동당의 데일리 헤럴드였고, 발행 부수는 10만 부였다. 전간기 동안 가장 중요한 문학 잡지는 타임스 문학 보충판이었다.

### 확장된 여가
19세기 후반부터 영국에서 여가, 문해력, 부, 여행의 용이성, 넓어진 공동체 의식이 성장하면서 모든 계층에서 모든 종류의 여가 활동에 대한 시간과 관심이 늘어났다. 음주는 계층에 따라 달랐는데, 상류층 클럽과 노동 계급 및 중산층 펍이 있었다. 그러나 여가 시간과 여유 현금을 쓰는 방법으로서의 음주는 대공황 동안 감소했고 펍 참석률은 1930년 수준으로 돌아오지 않았으며, 전쟁 전 수준보다 훨씬 낮았다. 대부분의 펍은 공공 바와 살롱 바로 나뉘었다. 살롱 바는 더 선별된 손님과 약간 더 나은 가구를 위해 맥주 한 파인트당 반 페니를 더 지불하는 사람들을 위한 것이었다. 공공 바는 광고와 다트판 외에는 장식이 거의 없었고, 다트판은 살롱에서는 찾아볼 수 없었다.
맥주에 세금이 부과되었지만, 담배(남성의 8/10, 여성의 4/10가 피웠다), 토키 영화, 댄스홀, 그레이하운드 경주와 같은 더 많은 대안이 있었다. 축구 풀은 다양한 결과에 베팅하는 즐거움을 제공했다. 작고 저렴한 주택이 있는 새로운 단지들은 정원 가꾸기를 야외 레크리에이션으로 제공했다. 교회 출석률은 1901년 수준의 절반으로 떨어졌다.
연례 휴가가 보편화되었다. 관광객들은 해변 리조트로 몰려들었다. 블랙풀은 1930년대에 연간 700만 명의 방문객을 유치했다. 조직화된 여가는 주로 남성 활동이었고, 중산층 여성은 주변부에서만 허용되었다. 일반 영국인들의 스포츠 및 모든 종류의 여가 활동 참여가 증가했으며, 관람 스포츠에 대한 관심이 극적으로 증가했다. 1920년대에는 영화와 라디오가 모든 계층, 연령, 성별의 사람들을 매우 많이 끌어들였고, 젊은 여성들이 주도했다. 노동계급 남성들은 시끄러운 축구 관객이었다. 그들은 음악당에서 함께 노래하고, 비둘기를 길렀으며, 경마에 도박을 하고, 여름에는 가족과 함께 해변 리조트로 갔다. 정치 활동가들은 노동계급의 여가가 남성들을 혁명적 선동에서 벗어나게 한다고 불평했다.

### 영화와 라디오

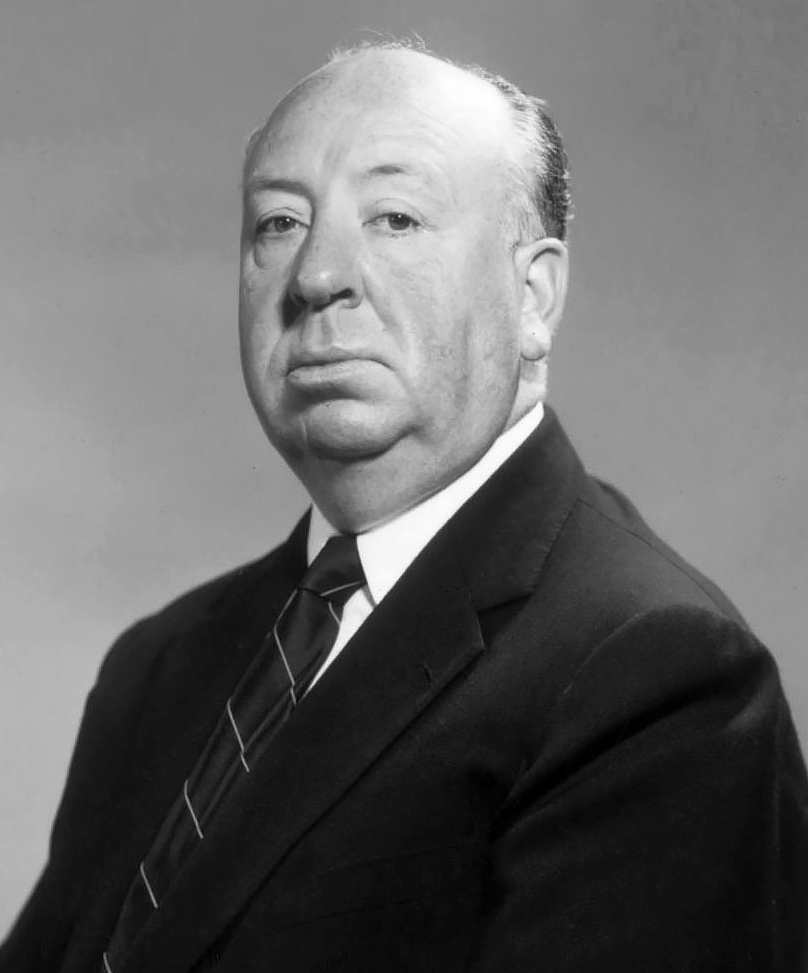
영화 감독 앨프리드 히치콕, 1955

영국 영화 산업은 1890년대에 등장했으며, 배우, 감독, 제작자에 대한 런던의 합법적인 연극의 강한 명성을 크게 활용했다. 문제는 미국 시장이 훨씬 더 크고 부유했다는 것이다. 할리우드가 1920년대에 전면에 나서 총 세계 생산량의 80% 이상을 생산하면서 최고의 인재를 싹쓸이했다. 반격하려는 노력은 헛수고였다. 정부는 영국 영화에 대한 할당량을 설정했지만 실패했다. 할리우드는 또한 수익성 있는 캐나다와 호주 시장을 지배했다. 봄베이에 기반을 둔 볼리우드는 거대한 인도 시장을 지배했다. 런던에 남아있는 가장 저명한 감독은 헝가리 출신 망명객인 알렉산더 코르다와 앨프리드 히치콕이었다. 1933년–45년 시대에는 특히 나치를 피해 유대인 영화 제작자와 배우들이 도착하면서 창의성의 부흥이 있었다. 한편, 할리우드 영화를 보고 싶어하는 엄청난 관객들을 위해 거대한 궁전 같은 영화관들이 지어졌다. 리버풀에서는 인구의 40%가 69개의 영화관 중 한 곳에 일주일에 한 번씩 참석했고, 25%는 두 번 갔다. 전통주의자들은 미국 문화 침략에 대해 불평했지만, 영구적인 영향은 미미했다.
라디오에서 영국 청중은 방송 독점권을 가진 BBC의 고상한 프로그램 외에는 선택지가 없었다. 존 리스 (1889–1971), 강렬한 도덕주의자였던 그는 완전한 통제권을 가지고 있었다. 그의 목표는 "인간 지식, 노력, 성취의 모든 분야에서 최고인 모든 것... 높은 도덕적 기준을 유지하는 것이 분명히 가장 중요하다"를 방송하는 것이었다. 리스는 가장 많은 청중을 유치하여 가장 많은 광고 수익을 확보하는 것을 목표로 하는 미국식 라디오 난장판에 대한 높은 장벽을 성공적으로 구축했다. BBC에는 유료 광고가 없었다. 모든 수익은 수신기를 소유하는 것에 대해 부과되는 면허 수수료에서 나왔다. 그러나 고상한 청중들은 그것을 크게 즐겼다. 미국, 호주, 캐나다 방송국들이 야구, 럭비, 아이스하키 방송으로 지역 팀을 응원하는 엄청난 청중을 끌어 모으고 있을 때, BBC는 지역 청중보다는 전국 청중을 위한 서비스에 중점을 두었다. 보트 경주는 테니스와 경마와 함께 잘 다뤄졌지만, BBC는 인기에 관계없이 긴 축구 또는 크리켓 경기에 제한된 방송 시간을 할애하는 것을 꺼렸다.

### 스포츠
영국인들은 어떤 경쟁자보다도 스포츠에 더 깊은 관심을 보였고, 그 종류도 더 다양했다. 그들은 스포츠맨십과 페어플레이 같은 도덕적 문제에 최우선을 두었다. 크리켓은 제국 전역에서 제국주의 정신의 상징이 되었다. 축구는 도시 노동 계층에게 매우 인기가 있었고, 스포츠 세계에 시끄러운 관객 문화를 도입했다. 일부 스포츠에서는 특히 럭비와 조정에서 아마추어 정신의 순수성을 지키기 위한 투쟁에서 상당한 논란이 있었다. 골프, 론 테니스, 사이클, 하키와 같은 새로운 게임들이 거의 하룻밤 사이에 인기를 얻었다. 여성들은 이러한 스포츠에 기존의 스포츠보다 훨씬 더 많이 참여했다. 귀족과 토지 귀족은 토지 권리에 대한 철통 같은 통제권을 가지고 사냥, 사격, 낚시, 경마를 지배했다.
크리켓은 18세기 영국 상류층 사이에서 확고히 자리 잡았으며, 공립학교 간 스포츠 경쟁의 주요 요인이었다. 제국 전역의 군부대는 여가 시간이 많았고, 현지인들에게 크리켓을 배우도록 장려하여 재미있는 경쟁을 할 수 있도록 했다. 캐나다를 제외한 제국의 대부분의 자치령은 크리켓을 주요 스포츠로 받아들였다. 크리켓 테스트 경기(국제 경기)는 1870년대부터 시작되었으며, 가장 유명한 경기는 호주와 잉글랜드 간의 디 애시스 경기이다.
스포츠가 완전히 전문화되려면 코칭이 먼저 이루어져야 했다. 빅토리아 시대에 점차 전문화되었고 1914년에는 그 역할이 확고히 자리 잡았다. 제1차 세계 대전 중에는 군부대가 신체 단련을 감독하고 사기를 높이는 팀을 개발하기 위해 코치를 찾았다.

### 독서
1900년 이후 문해력과 여가 시간이 확대되면서 독서는 인기 있는 여가 활동이 되었다. 성인 소설의 새로운 추가는 1920년대에 두 배로 늘어났고, 1935년에는 연간 2,800권의 신간이 출간되었다. 도서관은 소장 도서를 세 배로 늘렸고, 새로운 소설에 대한 높은 수요를 보였다. 획기적인 혁신은 1935년 앨런 레인 (1902–70)이 펭귄 북스에서 개척한 저렴한 페이퍼백이었다. 첫 번째 타이틀에는 어니스트 헤밍웨이와 아가사 크리스티의 소설이 포함되었다. 이 책들은 울워스 같은 다양한 저렴한 상점에서 싸게 (보통 6펜스) 팔렸다. 펭귄은 교육받은 중산층 "중간층" 독자를 대상으로 했다. 미국 페이퍼백의 하급 이미지를 피했다. 이 시리즈는 문화적 자기 계발과 정치 교육을 의미했다. 노동당 독자를 위한 좌파 지향적인 논쟁적인 펭귄 스페셜은 제2차 세계 대전 동안 널리 배포되었다. 그러나 전쟁 기간은 출판사와 서점의 인력 부족을 야기했고, 배급 종이의 심각한 부족을 초래했으며, 1940년 패터노스터 로우에 대한 공습으로 창고에 있던 500만 권의 책이 불타면서 상황은 더욱 악화되었다.
낭만 소설은 특히 인기가 많았으며, 밀스 앤 분이 선두 출판사였다. 낭만적 만남은 사회보수주의뿐만 아니라 주인공들이 어떻게 개인적 자율성을 통제할 수 있는지를 보여주는 성적 순결의 원칙에 구현되었다. 모험 잡지는 특히 D. C. 톰슨이 발행한 것들이 매우 인기를 얻었다. 이 출판사는 전국에 관찰자들을 보내 소년들과 대화하고 그들이 무엇에 대해 읽고 싶어하는지 알아보게 했다. 잡지, 만화책, 영화에서 소년들에게 가장 어필한 줄거리는 흥미롭고 정당한 전쟁에서 싸우는 영국 군인들의 화려한 영웅주의였다. D. C. 톰슨은 1937년 12월 첫 댄디 코믹스를 발행했다. 이 만화는 일반적인 어린이 만화가 타블로이드판 크기로 인쇄되고 색상이 그다지 다양하지 않았던 것과 달리 혁신적인 디자인을 가지고 있었다. 톰슨은 1938년 비슷한 제품인 비노로 성공을 거두었다.
제1차 세계 대전 관련 서적은 1928년–1931년 전쟁 도서 부흥기 동안 인기가 최고조에 달했다. 이 부흥은 아르놀트 츠바이크의 그리샤 하사 사건 (1927)과 에리히 마리아 레마르크의 서부 전선 이상 없다 (1928)가 영국 신문에 연재되면서 독일에서 시작되었다. 다른 베스트셀러 전쟁 도서로는 시그프리드 서순의 어느 여우사냥꾼의 회고록 (1928), 에드먼드 블런든의 전쟁의 기저음 (1928), 리처드 올딩턴의 영웅의 죽음 (1929), 로버트 그레이브스의 그 모든 것에 안녕 (1929)이 있었다. 1929년 가장 성공적인 연극은 로버트 케드릭 셰리프의 여정의 끝이었다. 전쟁 도서들은 제1차 세계 대전의 공포에 대한 기억을 되살리고 반전 감정을 고조시켰다.
이 시기부터 1950년대와 1960년대까지 잉클링스가 모이기 시작했다. J. R. R. 톨킨은 1937년 호빗을 출판했고, C. S. 루이스는 1937년 사랑의 알레고리를 출판했다. 루이스는 1938년 침묵의 행성 밖으로를 출판하여 유명한 우주 삼부작을 시작했고, 1950년에는 사자, 마녀, 그리고 옷장을 출판하여 나니아 연대기 시리즈를 시작했다. 톨킨은 1939년 요정 이야기에 대하여를 출판했고, 1954년에는 반지 원정대를 출판하여 반지의 제왕 시리즈를 시작했다. (더 자세한 내용은 잉클링스 문서를 참조.)

## 같이 보기
- 잉글랜드 사회
- 영국 역사학
- 영국의 역사 (1945년-현재)
- 영국 여성의 역사
- 광란의 20년대
- 제1차 세계 대전의 여성#영국

## 내용주
1. ↑  Peel, John (November 1963). 《The manufacture and retailing of contraceptives in England》. 《Population Studies》 17. 113–125쪽. doi:10.1080/00324728.1963.10405759. JSTOR 2172841.
2. ↑  Arthur Marwick, The Deluge: British Society and the First World War (1965)
3. 1 2  Taylor 1965, 128쪽.
4. ↑  Taylor 1965, 139쪽.
5. ↑  Taylor 1965, 140쪽.
6. ↑  Taylor 1965, 183쪽.
7. ↑  Taylor 1965, 183–184쪽.
8. ↑  Taylor 1965, 183, 187–188쪽.
9. ↑  Blackburn, Robert (February 2011). 《Laying the Foundations of the Modern Voting System: The Representation of the People Act 1918》. 《Parliamentary History》 30. 33–52쪽. doi:10.1111/j.1750-0206.2010.00237.x.
10. ↑  Evans, Mary (2002년 9월 11일). 《Missing Persons: The Impossibility of Auto/Biography》 (영어). Routledge. ISBN 978-1-134-85712-8.
11. ↑  Kirk, Neville (February 2005). 《The conditions of royal rule: Australian and British socialist and labour attitudes to the monarchy, 1901–11.》. 《Social History》 30. 64–88쪽. doi:10.1080/0307102042000337297. JSTOR 4287162. S2CID 144979227.
12. 1 2  Matthew, H. C. G. 〈George V (1865–1936), king of Great Britain, Ireland, and the British dominions beyond the seas, and emperor of India〉. 《옥스포드 영국 인명 사전》 온라인판. 옥스포드 대학교 출판부. doi:10.1093/ref:odnb/33369. (Subscription 또는 UK 공공도서관 회원 필수.)
13. ↑  Prochaska, F. (1999). 《George V and Republicanism, 1917-1919》. 《Twentieth Century British History》 10. 27–51쪽. doi:10.1093/tcbh/10.1.27.
14. ↑  Fearghal McGarry, The Rising: Easter 1916 (2010).
15. ↑  DháIbhéId, Caoimhe Nic (September 2012). 《THE IRISH NATIONAL AID ASSOCIATION AND THE RADICALIZATION OF PUBLIC OPINION IN IRELAND, 1916–1918》. 《The Historical Journal》 55. 705–729쪽. doi:10.1017/S0018246X12000234. JSTOR 23263270. S2CID 159490772. ProQuest 1031201879. |id=에 templatestyles stripmarker가 있음(위치 1) (도움말)
16. ↑  Nick Pelling, Anglo-Irish Relations: 1798–1922 (2003) pp. 98–109.
17. ↑  Mowat 1955, 58–72쪽.
18. ↑  J.J. Lee, Ireland: 1912–1985 (1989) pp. 42–45.
19. ↑  Shane Nagle, "Review of Leeson, D. M., The Black and Tans: British Police and Auxiliaries in the Irish War of Independence in H-Empire, H-Net Reviews. October, 2012. 보관됨 2018-09-20 - 웨이백 머신
20. ↑  D.G. Boyce, The Irish question and British politics (2nd ed. 1996) pp. 58–76.
21. ↑  Thomas Hennessey, A History of Northern Ireland: 1920–1996 (1997)
22. ↑  Mowat 1955, 79–108쪽.
23. ↑  J.J. Lee, Ireland: 1912–1985 (1989), ch 2-3.
24. ↑  Taylor 1965, 192쪽.
25. ↑  Taylor 1965, 196쪽.
26. ↑  Ball, Stuart. 〈Baldwin, Stanley, first Earl Baldwin of Bewdley (1867–1947), prime minister〉. 《옥스포드 영국 인명 사전》 온라인판. 옥스포드 대학교 출판부. doi:10.1093/ref:odnb/30550. (Subscription 또는 UK 공공도서관 회원 필수.)
27. ↑  Taylor, Andrew J. (2005). 《Stanley Baldwin, Heresthetics and the Realignment of British Politics》. 《British Journal of Political Science》 35. 429–463쪽. doi:10.1017/S0007123405000244 (년 이후로 접속 불가 2024-11-01). JSTOR 4092239.
28. ↑  Williamson, Philip (2004). 《Baldwin's Reputation: Politics and History, 1937-1967》. 《The Historical Journal》 47. 127–168쪽. doi:10.1017/S0018246X03003546. JSTOR 4091548. S2CID 145455237.
29. ↑  Ross McKibbin, Parties and people: England, 1914–1951 (Oxford, 2010)
30. ↑  Taylor 1965, 206–207쪽.
31. ↑  J. A. R. Marriott, Modern England: 1885–1945 (4th ed. 1948) p. 517
32. ↑  Paul W. Doerr, British foreign policy 1919–1939 (1998) p. 75–76
33. ↑  Taylor 1965, 208쪽.
34. ↑  Mowat 1955, 167–168쪽.
35. ↑  Mowat 1955, 168쪽.
36. ↑  Mowat 1955, 171쪽.
37. 1 2  Mowat 1955, 176쪽.
38. ↑  Taylor 1965, 210쪽.
39. ↑  Taylor 1965, 212쪽.
40. ↑  Taylor 1965, 217쪽.
41. ↑  Mowat 1955, 182쪽.
42. ↑  Taylor 1965, 217–218쪽.
43. ↑  Taylor 1965, 218쪽.
44. ↑  Mowat 1955, 184쪽.
45. ↑  Mowat 1955, 185–186쪽.
46. ↑  Taylor 1965, 218–219쪽.
47. ↑  Victor Madeira, Britannia and the Bear: The Anglo-Russian Intelligence Wars, 1917–1929 (Woodbridge: The Boydell Press, 2014), p. 124.
48. ↑  Mowat 1955, 188쪽.
49. ↑  Taylor 1965, 219쪽.
50. ↑  Mowat 1955, 190쪽.
51. ↑  Taylor 1965, 220쪽.
52. ↑  Mowat 1955, 196쪽.
53. ↑  Taylor 1965, 221–224쪽.
54. ↑  Mowat 1955, 199쪽.
55. ↑  Taylor 1965, 223–224쪽.
56. ↑  Taylor 1965, 227, 236쪽.
57. ↑  Mowat 1955, 289–290쪽.
58. ↑  Taylor 1965, 236–237쪽.
59. ↑  Mowat 1955, 338–339쪽.
60. ↑  Taylor 1965, 248쪽.
61. ↑  Mowat 1955, 284, 331쪽.
62. ↑  Mowat 1955, 351, 353쪽.
63. ↑  Taylor 1965, 271쪽.
64. ↑  Taylor 1965, 278–279쪽.
65. ↑  Taylor 1965, 284쪽.
66. ↑  Taylor 1965, 285–286쪽.
67. ↑  Taylor 1965, 286–287쪽.
68. ↑  Mowat 1955, 379쪽.
69. ↑  Taylor 1965, 288쪽.
70. ↑  Mowat 1955, 382쪽.
71. ↑  Taylor 1965, 288, 291쪽.
72. ↑  Mowat 1955, 383, 392쪽.
73. ↑  Taylor 1965, 294쪽.
74. ↑  Mowat 1955, 393쪽.
75. ↑  Taylor 1965, 294–295쪽.
76. ↑  Taylor 1965, 293, 295쪽.
77. ↑  Mowat 1955, 395쪽.
78. ↑  Mowat 1955, 394쪽.
79. ↑  Taylor 1965, 295–297쪽.
80. ↑  Mowat 1955, 402–404쪽.
81. ↑  Taylor 1965, 324쪽.
82. ↑  Mowat 1955, 409쪽.
83. ↑  Taylor 1965, 326쪽.
84. ↑  Mowat 1955, 411–412쪽.
85. ↑  Taylor 1965, 322, 324, 328–329쪽.
86. ↑  Taylor 1965, 328쪽.
87. ↑  Mowat 1955, 415쪽.
88. ↑  Taylor 1965, 330쪽.
89. ↑  Mowat 1955, 416쪽.
90. ↑  Mowat 1955, 417–418쪽.
91. ↑  Taylor 1965, 333–334쪽.
92. ↑  Mowat 1955, 419쪽.
93. ↑  Taylor 1965, 334쪽.
94. ↑  Mowat 1955, 465쪽.
95. ↑  Taylor 1965, 352쪽.
96. ↑  Taylor 1965, 362, 366, 375쪽.
97. 1 2  Mowat 1955, 475쪽.
98. ↑  Taylor 1965, 362, 367쪽.
99. 1 2  Mowat 1955, 422쪽.
100. ↑  Taylor 1965, 379쪽.
101. ↑  Mowat 1955, 542쪽.
102. ↑  Taylor 1965, 368–369, 382쪽.
103. ↑  Taylor 1965, 376쪽.
104. ↑  Mowat 1955, 478쪽.
105. ↑  Taylor 1965, 383–384쪽.
106. ↑  Mowat 1955, 533–534쪽.
107. 1 2  Taylor 1965, 363쪽.
108. ↑  Mowat 1955, 553쪽.
109. ↑  Mowat 1955, 554쪽.
110. ↑  Taylor 1965, 399–402쪽.
111. ↑  Mowat 1955, 583–586쪽.
112. ↑  Mowat 1955, 466쪽.
113. 1 2  Taylor 1965, 406쪽.
114. ↑  Mowat 1955, 448쪽.
115. ↑  Mowat 1955, 501쪽.
116. ↑  Taylor 1965, 305쪽.
117. ↑  Mowat 1955, 590–591, 625–630쪽.
118. ↑  Taylor 1965, 408-409쪽.
119. ↑  Mowat 1955, 617–618쪽.
120. ↑  Taylor 1965, 429–430쪽.
121. ↑  Taylor 1965, 439–440쪽.
122. ↑  Mowat 1955, 622쪽.
123. ↑  Taylor 1965, 440, 442쪽.
124. ↑  Mowat 1955, 630, 637, 639쪽.
125. ↑  Taylor 1965, 444쪽.
126. ↑  Mowat 1955, 630, 640쪽.
127. ↑  Taylor 1965, 449–450쪽.
128. ↑  Mowat 1955, 646–647쪽.
129. ↑  Taylor 1965, 452쪽.
130. ↑  Mowat 1955, 648쪽.
131. 1 2  Mowat 1955, 43–46쪽.
132. 1 2 3 4 5  Paul Addison, The Road to 1945 (London: Pimlico, 1994), p. 33.
133. ↑  Rubinstein, William D. (2017). 《Twentieth-Century Britain: A Political History》. Bloomsbury Publishing. 122쪽. ISBN 978-0-230-62913-4.
134. ↑  Swenarton, Mark (January 2002). 《Tudor Walters and Tudorbethan: reassessing Britain's inter-war suburbs》. 《Planning Perspectives》 17. 267–286쪽. Bibcode:2002PlPer..17..267S. doi:10.1080/02665430210129324. S2CID 144923339.
135. ↑  존 버넷, A Social History of Housing : 1815–1985 (2nd ed. 1986) pp. 222–26.
136. ↑  Wilding, Paul (October 1973). 《The Housing and Town Planning Act 1919—A Study in the Making of Social Policy》. 《Journal of Social Policy》 2. 317–334쪽. doi:10.1017/S0047279400003184. S2CID 146665337.
137. ↑  John Burnett, A Social History of Housing : 1815–1985 (1986) pp. 226-34.
138. ↑  마틴 푸그, We Danced All Night: A Social History of Britain Between the Wars (2009), pp. 60–62
139. ↑  노린 브랜슨, Britain in the Nineteen Twenties (1976) pp. 103–17.
140. ↑  Martin, Annette (2005). 《Shattered hopes and unfulfilled dreams: council housing in rural Norfolk in the early 1920s》. 《Local Historian》 35. 107–119쪽.
141. ↑  팻 테인, Cassel's Companion to 20th Century Britain 2001) 195–96.
142. 1 2  Matthew Hollow, 'Suburban Ideals on England's Council Estates', Garden History, Vol. 39, No. 2 (Winter 2011), p. 203.
143. ↑  Scott, Peter (January 2008). 《Marketing mass home ownership and the creation of the modern working-class consumer in inter-war Britain》. 《Business History》 50. 4–25쪽. doi:10.1080/00076790701785581. S2CID 154034194.
144. ↑  Swenarton, Mark; Taylor, Sandra (August 1985). 《The Scale and Nature of the Growth of Owner-Occupation in Britain between the Wars》. 《The Economic History Review》 38. 373–392쪽. doi:10.1111/j.1468-0289.1985.tb00377.x. JSTOR 2596993.
145. ↑  Humphries, Jane (July 1987). 《Inter-War House Building, Cheap Money and Building Societies: The Housing Boom Revisited》. 《Business History》 29. 325–345쪽. doi:10.1080/00076798700000057.
146. ↑  John Gore, King George V: A Personal Memoir (1941) pp. x, 116
147. ↑  브라이언 해리슨, The Transformation of British Politics, 1860–1995 (1996), 332
148. ↑  Brian Harrison, The Transformation of British Politics, 1860–1995 pp. 320, 337.
149. ↑  해럴드 니콜슨, King George the Fifth: His Life and Reign (1952) p 474.
150. ↑  Brian Harrison, The Transformation of British Politics, 1860–1995 pp. 51, 327
151. ↑  Costello, Francis (1987). 《King George V's Speech at Stormont (1921): Prelude to the Anglo-Irish Truce》. 《Éire-Ireland》 22. 43–57쪽.
152. ↑  Taylor 1965, 157쪽.
153. ↑  Kenneth Rose, King George V (1984) pp. 237–40.
154. ↑  Harold Nicolson, King George the Fifth pp. 33, 141, 510, 517; John Gore, King George V (1941), p 293
155. ↑  Carter, Miranda (2009). 《How to keep your crown》. 《History Today》 59. 5쪽.
156. ↑  Owens, Edward (2019). 〈‘A man we understand’: King George V’s radio broadcasts〉. 《The Family Firm》. University of London Press. 91–132쪽. ISBN 978-1-909646-94-0. JSTOR j.ctvkjb3sr.8.
157. ↑  Robson, Neil (2015). 《Fervent rejoicing and muted protest: London at the time of King George V 's Silver Jubilee》. 《Local Historian》 45. 143–157쪽.
158. ↑  Zweiniger-Bargielowska, Ina (February 2016). 《Royal death and living memorials: the funerals and commemoration of George V and George VI, 1936-52: The funerals and commemoration of George V and George VI, 1936-52》. 《Historical Research》 89. 158–175쪽. doi:10.1111/1468-2281.12108.
159. ↑  주디스 M. 브라운 및 윌리엄 로저 루이스, eds. 옥스퍼드 대영 제국사: 4권: 20세기 (1999).
160. ↑  Paul Knaplund, ed. Britain: commonwealth and empire, 1901–1955 (1957)
161. ↑  W. K. 핸콕, ed., Survey of British Commonwealth Affairs. Volume 1 - Problems of Nationality 1918–1936 (1937).
162. ↑  W. N. Medlicott, Contemporary England 1914–1964 (1967),  272–31
163. ↑  K. C. 웨어, The Statute of Westminster, 1931 (1933).
164. ↑  Glickman, David L. (1947). 《The British Imperial Preference System》. 《The Quarterly Journal of Economics》 61. 439–470쪽. doi:10.2307/1879563. JSTOR 1879563.
165. ↑  Amales Tripathi, Indian National Congress and the Struggle for Freedom: 1885–1947 (2014) ch 2.
166. ↑  Wagner, Kim A. (November 2016). 《'Calculated to Strike Terror': The Amritsar Massacre and the Spectacle of Colonial Violence》. 《Past & Present》. 185–225쪽. doi:10.1093/pastj/gtw037.
167. ↑  Chabot, Sean (December 2014). 《The Gandhian Repertoire as Transformative Invention》. 《International Journal of Hindu Studies》 18. 327–367쪽. doi:10.1007/s11407-014-9165-7. JSTOR 24713653. S2CID 255157478. ProQuest 1677309098. |id=에 templatestyles stripmarker가 있음(위치 1) (도움말)
168. ↑  Lawrence James (2014). 《Churchill and Empire: A Portrait of an Imperialist》. Simon and Schuster. 179–92쪽. ISBN 9781605985992.
169. ↑  Andrew Muldoon, Empire, politics and the creation of the 1935 India Act: Last Act of the Raj (2009)
170. ↑  Judith M. Brown, "India" in Judith M. Brown and Wm. Roger Louis, eds. The Oxford History of the British Empire: Volume IV: The Twentieth Century (1999) pp. 421–46.
171. ↑  Samira Haj (1997). 《The Making of Iraq, 1900–1963: Capital, Power, and Ideology》. SUNY Press. 82쪽. ISBN 9780791432419.
172. ↑  Tom Segev (2001). 《One Palestine, Complete: Jews and Arabs Under the British Mandate》. Macmillan. 360–96쪽. ISBN 9780805065879.
173. ↑  Darwin, J. G. (February 1980). 《The Chanak Crisis and the British Cabinet》. 《History》 65. 32–48쪽. doi:10.1111/j.1468-229X.1980.tb02082.x.
174. ↑  Simone Panter-Brick (2012). 《Gandhi and Nationalism: The Path to Indian Independence》. I.B.Tauris. 165쪽. ISBN 9781780760810. 2019년 12월 18일에 원본 문서에서 보존된 문서. 2017년 11월 11일에 확인함.
175. ↑  Overton, James (1990). 《Economic Crisis and the End of Democracy: Politics in Newfoundland during the Great Depression》. 《Labour / Le Travail》 26. 85–124쪽. JSTOR 25143420.
176. ↑  John Coakley; Michael Gallagher (2010). 《Politics in the Republic of Ireland》. Taylor & Francis. 75–76쪽. ISBN 9780415476713.
177. ↑  MacMillan, Margaret (2014년 3월 22일). 《Making War, Making Peace: Versailles, 1919》. 《Queen's Quarterly》 121. 24–38쪽. Gale A363687774 ProQuest 1518875569. |id=에 templatestyles stripmarker가 있음(위치 1) (도움말)
178. ↑  마거릿 맥밀런, Paris 1919: Six Months that Changed the World (2001).
179. ↑  Antony Lentin, Lloyd George and the lost peace: from Versailles to Hitler, 1919–1940 (Palgrave Macmillan, 2001).
180. ↑  Michael Pugh, Liberal internationalism: the interwar movement for peace in Britain (2012).
181. ↑  McKercher, B.J.C. (November 1993). 《The politics of naval arms limitation in Britain in the 1920s》. 《Diplomacy & Statecraft》 4. 35–59쪽. doi:10.1080/09592299308405895.
182. ↑  Magee, Frank (1995). 《'Limited Liability'?: Britain and the Treaty of Locarno》. 《Twentieth Century British History》 6. 1–22쪽. doi:10.1093/tcbh/6.1.1.
183. ↑  O'Connor, Raymond G. (1958). 《The 'Yardstick' and Naval Disarmament in the 1920's》. 《The Mississippi Valley Historical Review》 45. 441–463쪽. doi:10.2307/1889320. JSTOR 1889320.
184. ↑  W.N. Medlicott, British foreign policy since Versailles, 1919–1963 (1968). pp. 18-31
185. ↑  Laird, Michael (September 1996). 《Wars averted: Chanak 1922, Burma 1945–47, Berlin 1948》. 《Journal of Strategic Studies》 19. 343–364쪽. doi:10.1080/01402399608437643.
186. ↑  Bakić, Dragan (January 2013). 《'Must Will Peace': The British Brokering of 'Central European' and 'Balkan Locarno', 1925–9》. 《Journal of Contemporary History》 48. 24–56쪽. doi:10.1177/0022009412461814. S2CID 159526739.
187. ↑  Robertson, James C. (November 1969). 《The Origins of British Opposition to Mussolini over Ethiopia》. 《Journal of British Studies》 9. 122–142쪽. doi:10.1086/385585. S2CID 143664941.
188. ↑  Cline, Catherine Ann (1988). 《British Historians and the Treaty of Versailles》. 《Albion: A Quarterly Journal Concerned with British Studies》 20. 43–58쪽. doi:10.2307/4049797. JSTOR 4049797.
189. ↑  데이비드 파버, Munich, 1938: Appeasement and World War II (2010)
190. ↑  도널드 캐머런 와트, How War Came: Immediate Origins of the Second World War, 1938–39 (1990)
191. ↑  A.J.P. Taylor, English History, 1914–1945 (1965) p 176, quote on p 317
192. ↑  Garside, W.R.; Greaves, J.I. (1997). 《Rationalisation and Britain's industrial Malaise: The interwar years revisited》. 《Journal of European Economic History》 26. 37–68쪽. OCLC 1192695304.
193. ↑  Greaves, Julian (2007). 《Managing decline: The political economy of British shipping in the 1930s》. 《Journal of Transport History》 28. 57–130쪽. doi:10.7227/tjth.28.1.5. S2CID 154926556.
194. ↑  Solomou, Solomos; Vartis, Dimitris (2005). 《Effective Exchange Rates in Britain, 1920-1930》. 《The Journal of Economic History》 65. 850–859쪽. doi:10.1017/S0022050705000318 (년 이후로 접속 불가 2024-11-01). JSTOR 3875020. S2CID 154005849.
195. ↑  R.J. Unstead, "A Century of Change: 1837–Today"
196. ↑  B.R. Mitchell, Abstract of British Historical Statistics (1962) p 68
197. ↑  마틴 푸그, 영국을 위해 외치다!: 노동당의 새로운 역사 (2011) pp. 100–27
198. ↑  McKibbin 2000, 106–205쪽.
199. ↑  Taylor 1965, 163쪽.
200. ↑  W. N. Medlicott, Contemporary England 1914–1964, pp, 223–30
201. ↑  Reid, Alastair; Tolliday, Steven (1977). 《Review of The General Strike; The General Strike: The Politics of Industrial Conflict.; The General Strike; The General Strike, 1926; Trade Unions and Revolution: The Early Industrial Politics of the Communist Party; Essays on the History of Communism in Britain》. 《The Historical Journal》 20. 1001–1012쪽. JSTOR 2638422.
202. ↑  Pugh, Martin (2006). 《The General Strike》. 《History Today》 56. 40–47쪽.
203. ↑  B.R. Mitchell, Abstract of British Historical Statistics (1962) pp. 116–17
204. ↑  Howkins, Alun; Verdon, Nicola (2009). 《The state and the farm worker: the evolution of the minimum wage in agriculture in England and Wales, 1909–24》. 《The Agricultural History Review》 57. 257–274쪽. JSTOR 25684198.
205. ↑  Gowers, Robin; Hatton, Timothy J. (1997). 《The Origins and Early Impact of the Minimum Wage in Agriculture》. 《The Economic History Review》 50. 82–103쪽. doi:10.1111/1468-0289.00046. JSTOR 2600012.
206. ↑  Graves & Hodge 1940, 175–176쪽.
207. ↑  노린 브랜슨과 마고트 헤인만, Britain in the 1930s (1971) pp. 241–42.
208. ↑  Mowat 1955, 439쪽.
209. ↑  Branson and Heinemann, Britain in the 1930s (1971) pp. 202–20.
210. ↑  John Stevenson and Chris Cook, The Slump: Britain in the Great Depression (2009)
211. ↑  Richardson, H.W. (1969). 《The Economic Significance of the Depression in Britain》. 《Journal of Contemporary History》 4. 3–19쪽. doi:10.1177/002200946900400401. JSTOR 259833. S2CID 162292590.
212. ↑  Mowat 1955, 379–385쪽.
213. ↑  Williams, David (1963). 《London and the 1931 Financial Crisis》. 《The Economic History Review》 15. 513–528쪽. doi:10.2307/2592922. JSTOR 2592922.
214. ↑  Mowat 1955, 386–412쪽.
215. ↑  Sean Glynn and John Oxborrow, Interwar Britain : a social and economic history (1976) pp. 67–73.
216. ↑  Peter Dewey, War and progress: Britain 1914–1945 (1997) 224–32
217. ↑  Diane B. Kunz, The battle for Britain's gold standard in 1931 (1987).
218. ↑  William Ashworth, An economic history of England, 1870–1939 (2005) pp. 325-33.
219. ↑  Mowat 1955, 366–368, 415–416쪽.
220. ↑  Sean Glynn and Alan Booth, Modern Britain: An economic and social history (1996) pp. 118–24, 138–40.
221. ↑  John Stevenson and Chris Cook, The Slump: Britain in the Great Depression (3rd ed. 1994) pp. 64–115.
222. ↑  리처드 오베리, Twilight Years, ch 2
223. ↑  Samuels, Stuart (1966). 《The Left Book Club》. 《Journal of Contemporary History》 1. 65–86쪽. doi:10.1177/002200946600100204. JSTOR 259923. S2CID 159342335.
224. ↑  Perry, Matt (2002). 《The Jarrow Crusade's Return: The 'New Labour Party' of Jarrow and Ellen Wilkinson, M.P.》. 《Northern History》 39. 265–78쪽. doi:10.1179/007817202790180576.
225. ↑  Brendon, Piers (2008년 7월 5일). “Review: A Social History of Britain Between the Wars by Martin Pugh”. 《TheGuardian.com》. 2017년 11월 8일에 원본 문서에서 보존된 문서. 2017년 11월 12일에 확인함.
226. ↑  Roderick Floud and D.N. McCloskey, eds. The economic history of Britain since 1700 (2nd ed. 1994) vol 2 pp. 291–414.
227. ↑  Collins, Michael (1982). 《Unemployment in Interwar Britain: Still Searching for an Explanation》. 《Journal of Political Economy》 90. 369–379쪽. doi:10.1086/261061. JSTOR 1830298. S2CID 153856132.
228. 1 2  Taylor 1965, 167쪽.
229. 1 2  Taylor 1965, 166쪽.
230. ↑  Hastings, Adrian. 〈Temple, William (1881–1944), archbishop of Canterbury〉. 《옥스포드 영국 인명 사전》 온라인판. 옥스포드 대학교 출판부. doi:10.1093/ref:odnb/36454. (Subscription 또는 UK 공공도서관 회원 필수.)
231. ↑  Kirby, Dianne (January 2001). 《Christian co-operation and the ecumenical ideal in the 1930s and 1940s》. 《European Review of History: Revue européenne d'histoire》 8. 37–60쪽. doi:10.1080/13507480020033491. S2CID 143580234.
232. ↑  Iremonger, Frederic Athelwold (1948). 《William Temple, Archbishop of Canterbury: His Life and Letters》. Oxford University Press. 387–425쪽. OCLC 1151778886.
233. ↑  McKibben pp. 273–65[출처 필요]
234. ↑  David Hempton, Methodism: Empire of the Spirit (2005). p 214.
235. ↑  McKibben p. 282[출처 필요]
236. ↑  Glaser, John F. (1958). 《English Nonconformity and the Decline of Liberalism》. 《The American Historical Review》 63. 352–363쪽. doi:10.2307/1849549. JSTOR 1849549.
237. ↑  McKibben pp. 284–85.[출처 필요]
238. ↑  Adrian Hastings, A History of English Christianity: 1920–1985 (1986) pp. 264–72
239. ↑  Turner, J. M. (2017). 〈Methodism in England 1900–1932〉.   Davies, Rupert E.; George, A. Raymond; Rupp, Gordon. 《A History of the Methodist Church in Great Britain, Volume Three》. Wipf and Stock Publishers. 309쪽. ISBN 978-1-5326-3050-7.
240. ↑  Parker, David (1999). 《'Stand Therefore!'. Bishop Michael Bolton Furse, the Diocese of St. Albans, and the Church Schools Controversy, 1919-1939》. 《History of Education Quarterly》 39. 161–192쪽. doi:10.2307/370037. JSTOR 370037. S2CID 147651066.
241. ↑  Smith, John T. (September 2010). 《Ecumenism, economic necessity and the disappearance of Methodist elementary schools in England in the twentieth century》. 《History of Education》 39. 631–657쪽. doi:10.1080/00467601003749406. S2CID 144704648.
242. ↑  McKibben pp. 280–90.[출처 필요]
243. ↑  Wright, N. T. (2008). 《Surprised by Hope: Rethinking Heaven, the Resurrection, and the Mission of the Church》. Zondervan. 8쪽. ISBN 978-0-06-155182-6.
244. ↑  Parkes, Colin Murray; Laungani, Pittu; Young, William (2015). 《Death and Bereavement Across Cultures: Second edition》. Routledge. 221쪽. ISBN 978-1-317-52092-4.
245. ↑  Roger Lloyd, The Church of England in the 20th Century (1950) 2:5–18
246. ↑  Machin, G. I. T. (February 2000). 《Parliament, the Church of England, and the Prayer Book Crisis, 1927–8》. 《Parliamentary History》 19. 131–147쪽. doi:10.1111/j.1750-0206.2000.tb00449.x.
247. ↑  Maiden, John G. (December 2010). 《English Evangelicals, Protestant National Identity, and Anglican Prayer Book Revision, 1927–1928》. 《Journal of Religious History》 34. 430–445쪽. doi:10.1111/j.1467-9809.2010.00905.x.
248. 1 2  Pages 44–45 in: Holmes, Ann Sumner (2016). 〈The Interwar Years: Church and State Diverge〉. 《The Church of England and Divorce in the Twentieth Century》. 38–69쪽. doi:10.4324/978131408507-8. ISBN 978-1-315-40850-7.
249. ↑  Machin, G. I. T. (January 1991). 《Marriage and the Churches in the 1930s: Royal Abdication and Divorce Reform, 1936–7》. 《The Journal of Ecclesiastical History》 42. 68–81쪽. doi:10.1017/S002204690000258X. S2CID 159502330.
250. ↑  McKibbin 2000, 279쪽.
251. ↑  Philip Ziegler, King Edward VIII (1991) p. 560.
252. ↑  Mort, F. (March 2014). 《Love in a Cold Climate: Letters, Public Opinion and Monarchy in the 1936 Abdication Crisis》. 《Twentieth Century British History》 25. 30–62쪽. doi:10.1093/tcbh/hwt011. PMID 24988753.
253. ↑  John Charmley (2008). 《A History of Conservative Politics Since 1830》. Palgrave Macmillan. 129–30쪽. ISBN 9781137019639.
254. ↑  스티븐 E. 코스, The Rise and Fall of the Political Press in Britain: The Twentieth Century (1984) 2:471–73.
255. ↑  James Curran; Jean Seaton (2009). 《Power Without Responsibility: Press, Broadcasting and the Internet in Britain》. Routledge. 72쪽. ISBN 9781135248581.
256. ↑  Taylor 1965, 172쪽.
257. ↑  Koss, The Rise and Fall of the Political Press in Britain: The Twentieth Century (1984) 2:516–17.
258. ↑  Gordon Martel, ed. The Times and Appeasement: The Journals of A L Kennedy, 1932–1939 (2000).
259. ↑  McDonough, Frank (1992). 《The Times, Norman Ebbut and the Nazis, 1927-37》. 《Journal of Contemporary History》 27. 407–424쪽. doi:10.1177/002200949202700302. JSTOR 260898. S2CID 159583527.
260. ↑  Graves & Hodge 1940, 56쪽.
261. ↑  Graves & Hodge 1940, 56–57쪽.
262. ↑  Graves & Hodge 1940, 57–60쪽.
263. ↑  Graves & Hodge 1940, 59–60쪽.
264. ↑  Graves & Hodge 1940, 53쪽.
265. 1 2  Peter J. Beck, "Leisure and Sport in Britain." in Chris Wrigley, ed., A Companion to Early Twentieth-Century Britain (2008): pp. 453–469.
266. ↑  Peter Haydon, The English pub: a history (1994).
267. ↑  Graves & Hodge 1940, 384쪽.
268. ↑  Noreen Branson and Margot Heinemann, Britain in the 1930s (1971) pp. 269–70.
269. ↑  존 K. 월튼, The English Seaside Resort. A social history 1750–1914 (1983).
270. ↑  John K. Walton, Leisure in Britain, 1780–1939 (1983).
271. ↑  Peter J. Beck, "Leisure and Sport in Britain." in Chris Wrigley, ed., A Companion to Early Twentieth-Century Britain (2008) p 457
272. ↑  Charles Barr, All our yesterdays: 90 years of British cinema (British Film Institute, 1986).
273. ↑  Amy Sargeant, British Cinema: A Critical History (2008).
274. ↑  Jeffrey Richards, Age of the Dream Palace: Cinema & Society in Britain 1930–1939 (1990).
275. ↑  Walsh, Michael (1997). 《Fighting the American Invasion with Cricket, Roses, and Marmalade for Breakfast》. 《The Velvet Light Trap》 40. 3–17쪽.
276. ↑  Gough-Yates, K. (1992). 《Jews and Exiles in British Cinema》. 《The Leo Baeck Institute Yearbook》 37. 517–541쪽. doi:10.1093/leobaeck/37.1.517.
277. ↑  Tobias Hochscherf, The Continental Connection: German-Speaking Émigrés and British Cinema, 1927–45 (2011).
278. ↑  Mowat 1955, 246–250쪽.
279. ↑  McKibbin 2000, 419–456쪽.
280. ↑  Mowat 1955, 242쪽.
281. ↑  Hendy, D. (June 2013). 《Painting with Sound: The Kaleidoscopic World of Lance Sieveking, a British Radio Modernist》. 《Twentieth Century British History》 24. 169–200쪽. doi:10.1093/tcbh/hws021.
282. ↑  Huggins, Mike (December 2007). 《BBC Radio and Sport 1922–39》 (PDF). 《Contemporary British History》 21. 491–515쪽. doi:10.1080/13619460601060512. S2CID 144470897.
283. ↑  McKibbin 2000, 457–476쪽.
284. ↑  McKibbin 2000, 332–385쪽.
285. ↑  Derek Birley, Land of sport and glory: Sport and British society, 1887–1910 (1995)
286. ↑  Derek Birley, Playing the Game: Sport and British Society, 1914–1945 (1995)
287. ↑  Birley, Derek (2013). 《A Social History of English Cricket》. Aurum Press. ISBN 978-1-78131-176-9.
288. ↑  Dave Day, Professionals, Amateurs and Performance: Sports Coaching in England, 1789–1914 (2012)
289. ↑  Cottle, Basil (1978). 《Popular Reading And Our Public Libraries: The Abjured Prescription》. 《Library Review》 27. 222–227쪽. doi:10.1108/eb012677.
290. ↑  Joicey, Nicholas (1993). 《A Paperback Guide to Progress: Penguin Books 1935– c .1951》. 《Twentieth Century British History》 4. 25–56쪽. doi:10.1093/tcbh/4.1.25.
291. ↑  Joseph McAleer, Popular Reading and Publishing in Britain: 1914–1950 (1992).
292. ↑  Joseph McAleer, Passion's fortune: the story of Mills & Boon (1999).
293. ↑  Nicola Humble, The Feminine Middlebrow Novel, 1920s to 1950s: Class, Domesticity, and Bohemianism (2001).
294. ↑  앨리슨 라이트, Forever England: femininity, literature and conservatism between the wars (1991).
295. ↑  어니스트 색빌 터너, Boys Will Be Boys: The Story of Sweeney Todd, Deadwood Dick, Sexton Blake, Billy Bunter, Dick Barton et al. (3rd ed. 1975).
296. ↑  M. Keith Booker (2014). 《Comics through Time: A History of Icons, Idols, and Ideas [4 volumes]: A History of Icons, Idols, and Ideas》. Abc-Clio. 74쪽. ISBN 9780313397516.
297. ↑  Graves & Hodge 1940, 216, 265쪽.
298. ↑  Graves & Hodge 1940, 216쪽.
299. ↑  Graves & Hodge 1940, 265쪽.
300. ↑  Mowat 1955, 537쪽.

## 더 읽어보기
- 영국인명사전 (2004) 온라인; 주요 인물들에 대한 짧은 학술 전기
- Addison, Paul. Churchill on the home front 1900–1955 (1992), pp. 199–35.
- Aldcroft, Derek H. The British Economy. Volume 1: The Years of Turmoil, 1920–1951 (1986); 경제사학자; 기본적인 기술 통계만 사용
- Bew, John. Clement Attlee: The man who made modern Britain (2017) pp. 95–218.
- Bird, Samantha L. Stepney: Profile of a London Borough from the Outbreak of the First World War to the Festival of Britain, 1914–1951 (2012), 런던 이스트 엔드의 노동 계급 지역.
- Blythe, Ronald. The Age of Illusion: England in the twenties and thirties, 1919–1940 (Faber & Faber, 2014).
- Branson, Noreen. Britain in the Nineteen Twenties (1976).
- Branson, Noreen and Margot Heinemann. Britain in the Nineteen Thirties (1971)
- Brendon, Piers. The dark valley: A panorama of the 1930s (Knopf, 2000) pp 175–202, 604–632.
- Broadberry S. N. The British Economy between the Wars (Basil Blackwell 1986)
- Constantine, Stephen. Social Conditions in Britain 1918–1939 (Routledge, 2006).
- Crowther, A, British Social Policy, 1914–1939 (1988).
- de Bromhead, Alan; Fernihough, Alan; Lampe, Markus; O’Rourke, Kevin Hjortshøj (February 2019). 《When Britain Turned Inward: The Impact of Interwar British Protection》. 《American Economic Review》 109. 325–352쪽. doi:10.1257/aer.20172020.
- Dewey, Peter. War and Progress: Britain 1914–1945 (Routledge, 2014).
- Farmer, Alan. British Foreign and Imperial Affairs 1919–39 (2000)
- 필링, 키스. The Life of Neville Chamberlain (1947) 온라인
- 가드너, 줄리엣. The 30s: An Intimate History (2010), 853 pp; 인기 있는 사회사
- Glynn, Sean and John Oxborrow, Interwar Britain: A social and economic history (1976).
- Greaves, Julian. Industrial reorganization and government policy in interwar Britain (Routledge, 2017).
- Hastings, Adrian. A History of English Christianity 1920–2000 (4th ed. 2001), 704pp, 표준 학술 역사서.
- Hattersley, Roy. Borrowed Time: The Story of Britain Between the Wars (2008)
- Havighurst, Alfred F. Modern England, 1901–1984 (2nd ed. 1987) 온라인 무료 대여
- Lee, Stephen J. Aspects of British Political History 1914–1995 (1996), 교과서.
- Leventhal, Fred M., ed. Twentieth-century Britain: an encyclopedia (Peter Lang, 2002); 910pp. 온라인
- Luzardo-Luna, Ivan (2020년 5월 12일). 《Labour frictions in interwar Britain: industrial reshuffling and the origin of mass unemployment》. 《European Review of Economic History》 24. 243–263쪽. doi:10.1093/ereh/hez001.
- McElwee, William. Britain's Locust Years: 1918–1940 (1962), 298pp; 정치적 초점
- 매리엇, J. A. R.. Modern England, 1885–1945 A History Of My Own Times (4th ed. 1949) pp. 418–547 온라인 무료, 정치 서사
- 메드위컷, W. N.. Contemporary England 1914–1964 (1967), 정치 및 외교 정책 강조
- Medlicott, W. N. British foreign policy since Versailles, 1919–1963 (1968).
- Morgan, Kenneth O. Consensus and Disunity: The Lloyd George Coalition Government 1918-1922 (1996) 442pp
- Napper, Lawrence. British Cinema and Middlebrow Culture in the Interwar Years (2010).
- Northedge, F. S. The troubled giant: Britain among the great powers, 1916–1939 (1966), 657pp
- Overy, Richard (2010). 《The Twilight Years: The Paradox of Britain Between the Wars》. Penguin. ISBN 9781101498347.; 지식인에 관하여
- Owen, Charles. The Grand Days of Travel (Windward/Webb & Bower, 1979).
- Pollard, Sidney. The Development of the British Economy, 1914–1990 (4th ed. 1991).
- Pugh, Martin. We Danced All Night: A Social History of Britain Between the Wars (2009), 학자가 쓴 대중 역사서
- Ramsden, John, 편집. (2002). 《The Oxford Companion to Twentieth-Century British Politics》. Oxford University Press. ISBN 978-0-19-860134-0.
- Raymond, John (September 1960). 《The Baldwin Age》. 《History Today》 10. 598–607쪽.
- Reynolds, David (2000). 《Britannia Overruled: British Policy and World Power in the Twentieth Century》. Routledge. ISBN 978-0-582-38249-7.
- Richardson, H. W. (1969). 《The Economic Significance of the Depression in Britain》. 《Journal of Contemporary History》 4. 3–19쪽. doi:10.1177/002200946900400401. JSTOR 259833. S2CID 162292590.
- Ridley, Jane (2022). 《George V: Never a Dull Moment》. Harper. ISBN 978-0-06-256749-9.
- Roberts, Clayton and David F. Roberts. A History of England, Volume 2: 1688 to the present (2013) 대학 교과서; 1985년판 온라인
- Rose, Kenneth. King George V (1983).
- Scott, Peter. The market makers: creating mass markets for consumer durables in inter-war Britain (Oxford UP, 2017).
- Seaman, L. C. B. Post-Victorian Britain 1902–1951 (1966), pp. 105–316; 정치 조사
- Sims, Paul David. "The Development of Environmental Politics in Inter-War and Post-War Britain" (박사 논문, 런던 퀸 메리 대학교, 2016) 온라인; 2차 자료 서지, pp. 312–26.
- Skidelsky R. Politicians and the Slump: The Labour Government of 1929-33 (Macmillan, 1967).
- Smart, Nick. National Government 1931–40 (1999)
- Somervell, D.C. The Reign of King George V, (1936) 550pp; 광범위한 정치, 사회, 경제적 내용; 온라인 무료
- Spender, J.A. Great Britain: Empire and Commonwealth, 1886–1935 (1936) pp. 575–838, 영국과 그 제국을 모두 다룸
- Stevenson, John. British society, 1914–45 (Penguin, 1984), 503pp; 주요 학술 역사서
- Stevenson, John. Social conditions in Britain between the wars (1977), 295pp. 짧은 학술 조사서
- Stevenson, John; Cook, Chris (2009). 《The Slump: Britain in the Great Depression》. Routledge. ISBN 978-1-4082-3010-7.
- Taylor, Alan J. P. (1978). 《English History, 1914-1945》. Oxford University Press. ISBN 978-0-19-821715-2.
- Thompson, F. M. L., ed. The Cambridge Social History of Britain, 1750–1950 (3 vol. 1992), 학술 에세이
- Thorpe, A. Britain in the 1930s (Blackwell 1992)
- Webb, R. K. Modern England: from the 18th century to the present (1968) 온라인 널리 추천되는 대학 교과서

### 성별과 가족
- Beddoe, Deirdre. Back to Home and Duty: Women Between the Wars, 1918–1939 (Pandora Press, 1989).
- Bingham, Adrian. Gender, Modernity, and the Popular Press in Inter-War Britain (Oxford UP, 2004).
- Cunnington, Cecil Willett. English Women's Clothing in the Present Century (1952).
- Ferguson, Neal A. (1975). 《Women's Work: Employment Opportunities and Economic Roles, 1918–1939》. 《Albion》 7. 55–68쪽. doi:10.2307/4048398. JSTOR 4048398.
- Ferguson, Neal A. "Women in Twentieth-Century England." in Barbara Kanner, ed., The Women of England from Anglo-Saxon Times to the Present (1979) pp. 345–387.
- Fisher, Karl. Birth Control, Sex, and Marriage in Britain 1918–1960 (2006).
- Gales, Kathleen E.; Marks, P. H. (1974). 《Twentieth Century Trends in The Work of Women in England and Wales》. 《Journal of the Royal Statistical Society. Series A (General)》 137. 60쪽. doi:10.2307/2345145. JSTOR 2345145.
- Hall, Catherine (1977). 《Married Women at Home in Birmingham in the 1920's and 1930's》. 《Oral History》 5. 62–83쪽. JSTOR 40178501.
- Harris, Alana (October 2020). 《Reframing the 'laws of life': catholic doctors, natural law and the evolution of catholic sexology in interwar Britain》. 《Contemporary British History》 34. 529–554쪽. doi:10.1080/13619462.2020.1780125. S2CID 225756300.
- Kent, Susan Kingsley. Making Peace: the reconstruction of gender in interwar Britain (Princeton UP, 2019).
- Lane, Margaret (September 2014). 《Not the Boss of One Another: A Reinterpretation of Working-Class Marriage in England, 1900 to 1970》. 《Cultural and Social History》 11. 441–458쪽. doi:10.2752/147800414X13983595303435. S2CID 147645044.
- Partington, Geoffrey. Women Teachers in the Twentieth Century in England and Wales (1976).
- Ramsay, Laura Monica (October 2020). 《'The Relation of the Sexes': towards a Christian view of sex and citizenship in interwar Britain》. 《Contemporary British History》 34. 555–579쪽. doi:10.1080/13619462.2020.1779067. S2CID 225657488.
- Smith, Helen. Masculinity, Class and Same-Sex Desire in Industrial England, 1895–1957 (Springer, 2015).
- Szreter, Simon, and Kate Fisher. Sex before the sexual revolution: Intimate life in England 1918–1963 (Cambridge UP, 2010).
- Tebbutt, Melanie. Making Youth: A History of Youth in Modern Britain (Palgrave Macmillan, 2016).
- Thompson, Derek (1975). 《Courtship and Marriage in Preston between the Wars》. 《Oral History》 3. 39–44쪽. JSTOR 40178479.
- Ward, Stephanie (December 2013). 《Drifting into Manhood and Womanhood: Courtship, Marriage and Gender Among Young Adults in South Wales and the North-East of England in the 1930s》. 《The Welsh History Review》 26. 623–648쪽.
- Winter, JM (1979). 《Infant mortality, maternal mortality and public health in Britain in the 1930's》. 《The Journal of European Economic History》 13. 439–62쪽. PMID 11614742.
- Zweiniger-Bargielowska, Ina. "'Healthier and Better Clothes for Men': Men's Dress Reform in Interwar Britain." in Consuming Behaviours (Routledge, 2020) pp. 37–51.

### 1차 자료
- Medlicott, W. N. et al. eds. Documents on British Foreign Policy, 1919–1939 (HMSO, 1946), 1차 자료; 많은 권 온라인

### 역사학
- Jones, Harriet (2008). 《A Companion to Contemporary Britain 1939 - 2000》. Wiley-Blackwell. ASIN B000VSOY4Y.
- Cornelissen, Christoph, and Arndt Weinrich, eds. Writing the Great War - The Historiography of World War I from 1918 to the Present (2020) 무료 다운로드; 주요 국가에 대한 완전한 내용.
- Elton, G. R. Modern Historians on British History 1485–1945: A Critical Bibliography 1945–1969 (1969), 모든 주요 주제에 대한 1000권의 역사서에 대한 주석이 달린 가이드, 더하기 서평 및 주요 학술 논문. 온라인
- Loades, David, ed. Reader's Guide to British History (2 vol 2003), 1610 pp, 역사학
- Wrigley, Chris, 편집. (2009). 《A Companion to Early Twentieth-Century Britain》. Wiley-Blackwell. ISBN 978-1-4051-8999-6.